# Луї Альтюссер
Луї́ П'єр Альтюссе́р (фр. Louis Pierre Althusser; 16 жовтня 1918, Бірмандрейс, Алжир — 22 жовтня 1990, Ла-Верр'єр, Франція) — французький філософ, один із найвпливовіших представників західного марксизму, творець структуралістського марксизму, член Французької комуністичної партії (1948—1980), професор Вищої нормальної школи (Париж). Праці Альтюссера перебували на перетині марксистської традиції та низки напрямів континентальної філософії та соціальних наук.
Пік популярності Альтюссера припав на 1960-ті та 1970-ті роки, коли були опубліковані його основні роботи — «За Маркса» та «Читати „Капітал“». На тлі загального підйому французького неомарксизму початку 1960-х Альтюссер запропонував нову інтерпретацію творів Маркса, спираючись на французьку традицію епістемології науки, структуралізм, спінозизм і психоаналіз. Висунуті Альтюссером ідеї теоретичного антигуманізму, епістемологічного розриву історії як «процесу без суб'єкта», наддетермінації, теоретичної практики широко обговорювалися в усьому світі. Альтюссер у той період був провідним теоретиком Французької компартії та брав активну участь у суспільно-політичних дискусіях. Філософ постійно переглядав свої ранні погляди, а в пізній період зблизився з течією постструктуралізму.
Альтюссер понад тридцять років викладав у престижній Вищій нормальній школі, багато його учнів, у тому числі Мішель Фуко, П'єр Бурдьє, Жак Дерріда, згодом стали знаменитими філософами. Альтюссер вплинув на сучасну суспільну думку, мав послідовників у різних частинах світу: Великій Британії, США, Італії, країнах Латинської Америки. Сформульована Альтюссером теорія ідеології, заснована на поняттях інтерпеляції та суб'єктивації, є однією з найвідоміших концепцій ідеологій у сучасній політичній філософії, соціальних та гуманітарних науках.
Внаслідок перебування у таборі для військовополонених під час Другої світової війни, усе доросле життя філософ страждав від психічного розладу, що зокрема виражалося у формі постійних депресій. 1980 року під час спричиненої ліками галюцинації Альтюссер задушив свою дружину Елен Рітманн. Його визнали неосудним через ментальний розлад, після чого він три роки проходив примусове лікування у психіатричній клініці. З тої пори він майже не займався академічною роботою і провів залишок життя на самоті, зазнаючи постійних нападок з боку своїх противників та преси.
До 1980-х років, у зв'язку із загальним занепадом марксизму, роботи Альтюссера почали забуватись. У 1990-ті роки, після посмертних публікацій численних рукописів, листів та автобіографії, інтерес до творчості філософа повернувся, що нерідко супроводжувалося переглядом колишніх оцінок.

## Життєпис

### Ранні роки
Народився у Бірмандрейсі (передмістя Алжиру) у католицькій дрібнобуржуазній сім'ї вихідців з Ельзасу. Його батько, Шарль-Жозеф Альтюссер, був офіцером французької армії, а згодом директором марсельського філіалу Алжирської банківської компанії. Матір, Люсьєн-Марта Берґер, набожна католичка, працювала шкільною вчителькою. Як згадував Альтюссер, його алжирське дитинство було благополучним. Дослідник Мартін Джей відзначав, що Альтюссер, як Камю на покоління раніше і Дерріда на покоління пізніше, був «продуктом французької колоніальної культури Північної Африки».
У 1930 році сім'я Альтюссера переїхала до Марселя, а в 1936 — до Ліона. Луї навчався у школах Алжиру й Марселя, а пізніше — у Ліоні, в одному з найкращих провінційних ліцеїв Франції. У роки навчання Альтюссер, виходець з консервативної родини, підпав під вплив учителів-католиків, філософів й істориків, а 1937 року вступив до молодіжної католицької організації «Молоді студенти-християни» (фр. Jeunesse étudiantes chrêtiennes). Одним з його вчителів був католицький філософ Жан Ґітон, який пізніше згадував, як молодий Альтюссер у 1938 році хотів стати ченцем-траппістом. На думку деяких критиків Альтюссера, раннє прилучення до католицизму згодом вплинуло на його підхід до вчення Маркса.
У ліонському ліцеї Альтюссер пройшов дворічне підготовче навчання (фр. «Khâgne»), готуючись до вступних іспитів у престижні вищі школи. У липні 1939 року успішно вступив до елітної Вищої нормальної школи (ВНШ), але ще до початку навчального року першокурсника Альтюссера призвали в армію. У червні 1940 року він потрапив у полон в місті Ванне (Бретань) і п'ять років війни провів у концтаборі для військовополонених у Шлезвіг-Гольштейні (Північна Німеччина). Спочатку Альтюссера відправили на важкі роботи, проте він захворів і його перевели на роботу санітаром у табірному лазареті. У своїй автобіографії Альтюссер описував табірний досвід солідарності, сумісної дії й спільності, який, з його спогадів, відкрив йому ідею комунізму. Альтюссер згадував:
|                                          | Саме в таборі я почув від одного паризького адвоката про марксизм і познайомився з комуністом.Оригінальний текст (фр.) C'est au camp que, pour la première fois, j'entendis parler du marxisme par un avocat parisien en transit - et que je connus un communiste |
| — Луї Альтюссер, L'Avenir dure longtemps | |

Водночас перебування у концтаборі погіршило його психічне здоров'я, що виражалося у постійних депресіях, котрі тривали до кінця життя. На думку його біографки Елізабет Рудінеско, досвід абсурдної війни був вирішальним у формуванні філософського покоління Альтюссера. Ближче до кінця війни Альтюссер відчував розгубленість — він не здобув слави й героїзму, однак разом з тим його оминули підозри в колабораціонізмі. Війна, що змушувала йти на крайні ризики, зрештою не залишила Альтюссерові нічого, окрім травматичного досвіду та внутрішнього розладу.
Після визволення й закінчення війни у 1945 році Альтюссер поновив навчання у Вищій нормальній школі. 1946 року заприятелював з перекладачем Геґеля і Гессе Жаком Мартеном, який пізніше скоїть самогубство. Альтюссер присвятить Мартенові свою книгу «За Маркса». У ВНШ він дружив з Мішелем Фуко, Жаном-Туссеном Десанті та в'єтнамським філософом Чан Дик Тхао. Під впливом Мартена Альтюссер почав серйозно вивчати Геґеля і французьких філософів науки Жана Каваєса і Жоржа Канґієма. Інтерес до феноменології Геґеля був пов'язаний з геґелівським «ренесансом» у Франції у 1930-х і 1940-х роках. Альтюссер не приймав кожевського трактування «Феноменології духу» Геґеля (праця Кожева була опублікована 1947 року; Альтюссер написав на неї коротку рецензію «Людина, ця ніч»), позаяк відмовлявся виводити філософію Маркса з геґелівської діалектики пана й раба. На думку дослідника Ґреґорі Елліотта, Альтюссер у ті роки був геґельянцем, хоч і недовго. Випускна робота, написана під керівництвом Ґастона Башляра, називалася «Про поняття змісту у філософії Геґеля» (опублікована 1992 року).
Під час навчання у ВНШ молодий Альтюссер залишався католиком і перебував у католицьких організаціях, підтримуючи взаємини з лівим рухом «священників-робітників».

### Початок кар'єри. Перші публікації
Закінчивши своє навчання в 1948 році, Альтюссер отримав диплом філософа. Того ж року витримав конкурс на заміщення посади викладача вишу («агреже») і був назначений асистентом у ВНШ, де згодом обіймав посади викладача філософії, старшого викладача й лектора, проводив власні тематичні курси з філософії та з окремих філософів. З 1948 року був куратором курсу («кайман» на студентському жаргоні), готував студентів до випускних іспитів, серед його учнів опинилися Жак Дерріда, П'єр Бурдьє, Мішель Фуко і Мішель Серр. 1950 року став секретарем секції гуманітарних і соціальних наук ВНШ. Загалом Альтюссер провів у ВНШ тридцять п'ять років, до 1980 року. Увесь цей час Альтюссер мав великий вплив у ВНШ, постійно організовував лекції та семінари з участю провідних французьких філософів.
Наприкінці 1940-х років Альтюссер поступово відходив від католицизму в бік комунізму. На політичне становлення Альтюссера суттєво вплинула дружба з Мартеном, який був активістом компартії. У перші післявоєнні роки Французька комуністична партія була однією з найвпливовіших політичних сил: чимало французьких інтелектуалів долучалися до неї. Альтюссер згадував:
|                                          | [Комунізм] витав у повітрі в 1945 році, після розгрому Німеччини й перемоги під Сталінградом, надій і уроків Спротиву.Оригінальний текст (фр.) [Le communisme] était dans l'air, en 1945, après la défaite allemande, la victoire de Stalingrad, les expériences et les espoirs de la Résistance |
| — Луї Альтюссер, L'Avenir dure longtemps | |

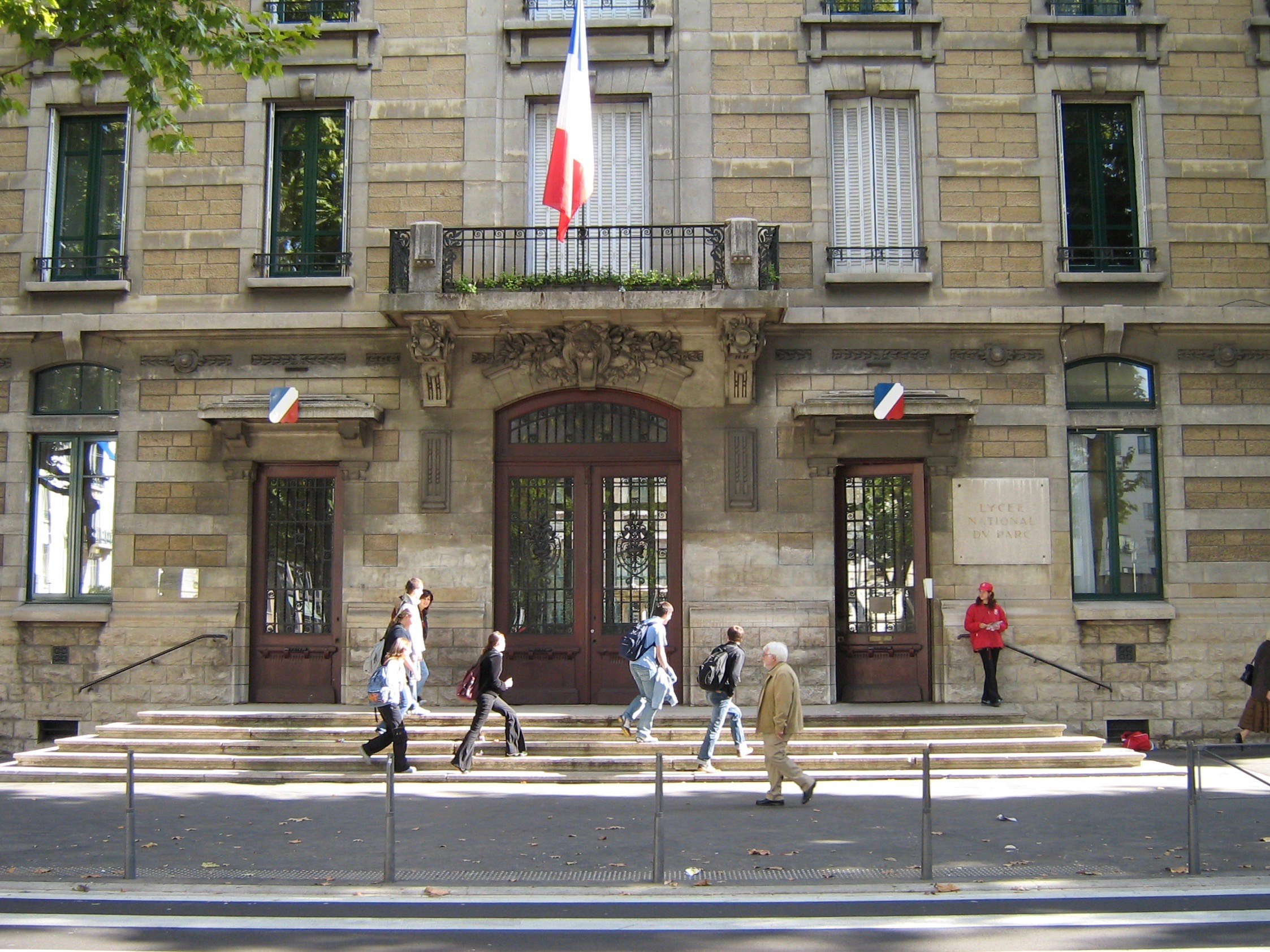
Ліцей у Ліоні, де навчався Альтюссер

Альтюссер став членом ФКП у листопаді 1948 року, провадив активну діяльність, беручи участь, зокрема, у лівому «Русі за мир». Вступивши до ФКП, Альтюссер, з усім тим, кілька років додержувався католицьких переконань. 1949 року філософ висловився з приводу відносин між католицькою церквою і робітничим рухом, виступаючи одночасно за соціальне визволення церкви, і за «релігійну реконкісту». Вірогідно, непросте двоїсте становище тривало довше, ніж Альтюссер одкрито визнавав — аж до початку 1950-х років, коли Ватикан заборонив католикам брати участь у русі «священників-робітників» й інших лівих рухах, які багато означали для Альтюссера.
Протягом усього життя Альтюссер майже не писав великих праць. Його спадок містить збірки раніше прочитаних лекцій, чорнові версії неопублікованих книг, незакінчені фрагменти. Зазвичай книги створювалися на ґрунті компіляцій статей за схожою тематикою. Альтюссер з 1946 року писав статті, присвячені християнству, політиці, філософії історії та поточним політичним подіям (приміром, процесу Райка в Угорщині). Перша стаття про актуальність християнства у сучасному світі, опублікована в католицькому виданні «Полонене Євангеліє», відповідала на питання «Чи оголошена благая вість сьогоднішнім людям?». У той же період займався філософією французького Просвітництва, за якою готував у 1949—1950 роках проєкт великої дисертації на тему «Політика і філософія в XVIII столітті» та невелике дослідження про Руссо. 1950 року дисертацію було представлено Жану Іпполітові та Владимирові Янкелевичу, проте в підсумку її відхилили. Згодом Альтюссер писав, що ця праця завжди зберігала для нього значущість, що найшло втілення у книзі про Монтеск'є і пізніших роботах про Руссо. На початку 1950-х років Альтюссер остаточно дистанціювався від Геґеля, учення якого стало для нього «буржуазною» філософією.
З 1953 по 1960 роки Альтюссер майже нічого не публікував з марксистської тематики, але викладацька діяльність створила йому репутацію філософа та дослідника. 1955 року Альтюссер опублікував у журналі Revue de l'enseignement philosophique відкритий лист Полю Рікеру «Про об'єктивність історії», присвячений питанням наукових основ історії; лист був відповіддю на жорстку критику Рікером книги Раймона Арона «Введення у філософію історії». 1959 року вийшла його перша книга — про філософію Монтеск'є. 1960 року Альтюссер переклав, відредагував і опублікував обрані роботи Феєрбаха 1839—1845 років, написавши передмову до збірки його текстів.

### 1960-ті роки: головні праці
У 1961 році з публікації статті «Про молодого Маркса — питання теорії» в журналі La Pensée почалася серія робіт про Маркса, які принесли Альтюссерові популярність. Альтюссер включився в дебати про Маркса і марксистську філософію, що розгорялися серед французьких марксистів. Дебати проходили трьома різними способами: через публікації книжок, полеміку у газеті La Nouvelle Critique (1964—1965 роки) і пленумі ФКП 1966 року.
У 1964 році в La Nouvelle Critique виходить стаття «Фройд і Лакан», присвячена психоаналізу і марксизму у Франції. Тоді ж ВНШ з ініціативи Альтюссера запрошує Лакана для проведення семінарів. На першому ж семінарі згадується Спіноза. До того ж періоду інтенсивної творчої та викладацької активності належить цикл семінарів Альтюссера з таких тем: «Ранні роботи Маркса» (1961—1962), «Витоки структуралізму» (1962—1963; на семінарі розбиралася і «Історія безумства» Фуко, яку Альтюссер оцінював дуже високо), «Лакан і психоаналіз» (1963—1964), «Читати „Капітал“» (1964—1965). Останній семінар послужив базисом для однойменної колективної роботи. У семінарах брали участь, зокрема, Етьєн Балібар, Ален Бадью, П'єр Машерей, Домінік Лекур, Режіс Дебре, Жак Рансьєр, Жак-Ален Міллер.
«За Маркса» (1965, збірка текстів, опублікованих з 1961 по 1965 роки) та «Читати „Капітал“» (1965, співавтори Ж. Ранс'єр, П. Машерей, Е. Балібар та Р. Естабле) приносять Альтюссерові міжнародну популярність, хоч і зазнають серйозної критики. Він стає одним із провідних теоретиків ФКП. У цих книгах Альтюссер пропонує радикальне на той час трактування Маркса. Протягом двох десятиліть його роботи впливають на марксистські дебати. Пік полеміки припав на середину 1960-х років, вона мала широкий резонанс, а дві головні книги Альтюссера стали бестселерами. Під час дебатів, що проходили на фоні критики культу особи Сталіна, «гуманісти» протистояли «сцієнтистам»; лідером останніх був Альтюссер, який виступав з позицій «теоретичного антигуманізму». Альтюссер згадував, що у боротьбі проти «гуманізму» і, одночасно, проти сталіністського бачення діалектичного матеріалізму він, крім суворо наукових цілей, переслідував і політичні. Хоча гуманізм й антисталінізм Жана-Поля Сартра, який мав великий вплив у ті роки, теж був лівим, його волюнтаризм не сприяв виробленню послідовної політичної тактики або стратегії. У марксистів-гуманістів із французької компартії науковий марксизм асоціювався зі сталінізмом, тому інтелектуальні маневри Альтюссера з радикальної інтерпретації Маркса відбувалися у досить складних обставинах.
У середині 1960-х років під впливом робіт Альтюссера у ФКП сформувалася фракція його прибічників, що складалася переважно з молодих інтелектуалів. Офіційне керівництво залишалося на сталіністських позиціях, піддаючись критиці як «ліворуч», з боку сформованих маоїстських груп, так і «праворуч» — з боку гуманістів. Ліві групи (маоїсти і троцькісти) виступали проти перетворення партії на парламентську структуру. Альтюссер, спочатку обережно, а потім явніше ідентифікував себе з маоїстською лівою критикою сталінізму (перша згадка їм Мао Цзедуна датувалася 1962 роком). Наприкінці 1966 Альтюссер опублікував в одному з маоїстських часописів непідписану статтю «Про культурну революцію», що мала великий резонанс. Філософ оцінював китайську культурну революцію, що почалася, як «безпрецедентний історичний факт», що представляє «величезний теоретичний інтерес». Посилаючись на досвід культурної революції, Альтюссер виступив проти перетворення ФКП на партію парламентського типу і закликав до її реформування з опорою на масовість і спонтанність революційного руху.
На той час популярність Альтюссера у Франції настільки зросла, що мало яка інтелектуальна дискусія про політику, ідеологію чи питання теорії обходилася без згадування його робіт. З 1965 і по 1980 Альтюссер редагував серію «Теорія» для видавництва «Масперо», в якій публікувалися він та його прихильники. Ключові події у теоретичній боротьбі відбулися 1966 року. У січні відбулася конференція філософів-комуністів у Шуазі-ле-Руа, на якій лідер гуманістів Роже Ґароді виголосив «обвинувальну промову» теоретичному антигуманізму. Альтюссер при цьому був відсутній, було зачитано його лист. Полеміка стала піком тривалого конфлікту між прихильниками Альтюссера та Ґароді. У березні пройшов пленум Центрального Комітету ФКП в Аржантей (передмісті Парижа), де головував Луї Араґон. За результатами розгляду тез Альтюссера і Ґароді керівництво ухвалило рішення (його зачитав філософ Люсьєн Сев) підтримати позицію Ґароді, хоча й останнього розкритикували. Теоретичний антигуманізм був названий тупиковим підходом, що виключає поняття людини та неправильно трактує питання суспільних відносин та класової боротьби, в резолюції стверджувалося, що теорія веде до «ідеалістичної антропології» та «історичного скептицизму». Генеральний секретар партії Вальдек Роше заявив, що «комунізм без гуманізму ― не комунізм». Наприкінці 1966 року 600 студентів-маоїстів було офіційно вигнано з ФКП. Після пленуму Альтюссер підготував великий лист до ЦК ФКП із критикою теоретичних проблем у резолюції, але так його й не відправив. Рішення керівництва підтримати Ґароді надалі зменшило вплив Альтюссера в ФКП.
У тому ж 1966 році Альтюссер опублікував кілька статей про Руссо. 1967 року написав велику статтю «Історичне завдання марксистської філософії» для публікації в радянських «Питаннях філософії», проте в радянському журналі вона не була прийнята і вийшла угорською мовою на рік пізніше. Тоді ж Альтюссер організував у ВНШ групу «Спіноза» з теоретичних та політичних питань. Учасники групи, серед яких був Ален Бадью, переховувалися під псевдонімами, за прикладами численних підпільних організацій того часу. У 1967 та 1968 роках, аж до травневих подій, Альтюссер разом зі своїми учнями провів у ВНШ «Курс філософії для науковців». Частина матеріалів склала книгу «Філософія та спонтанна філософія науковців» (1974). У Французькій філософській спільноті 24 лютого 1968 Альтюссер прочитав лекцію «Ленін і філософія» (була видана в 1969).

### Після 1968 року
Під час заворушень травня 1968 року Альтюссера було госпіталізовано через депресивний зрив, тож він був відсутній у Латинському кварталі. Чимало його студентів брали участь у подіях, а Режіс Дебре став міжнародною революційною знаменитістю. Мовчанку Альтюссера негативно сприйняли радикально налаштовані студентами. На стінах будинків можна було прочитати написи: «A quoi sert Althusser? Althusser — a rien !». Він зазнавав різкої критики з боку ліворадикальної маоїстської газети «Діло народу», яка називала його ревізіоністом. З цього моменту його вплив серед студентів пішов на спад. Пасивність Альтюссера осудили деякі з його прихильників, насамперед учень Жак Рансьєр.
У відповідь на критику Альтюссер пізніше зробив спробу «самокритики» і висловив своє ставлення до травневих подій у дальших публікаціях і листах, зокрема у праці «Щодо статті Мішеля Верре про Студентський травень», опублікованій в журналі La Pensée влітку 1969 року. Його позиція була двоїстою. З одного боку, Альтюссер називав травневі заворушення «найважливішою подією у західній історії з часів Опору й перемоги над нацизмом» й намагався примирити студентів-радикалів і ФКП, але на умовах компартії; з іншого боку, Альтюссер прийняв офіційний аргумент ФКП проти «інфантильного безладу анархічного утопізму», який «заразив» студентський рух. Філософ тоді не виступив проти радянського вторгнення до Чехословаччини, засудивши його набагато пізніше, в «Елементах самокритики» (1974). Ставлення до Альтюссера з боку керівництва ФКП було радше негативним, хоча «Юманіте» у той час публікувало його передмови до перевидання «Капіталу».
У 1969 році була написана, але в підсумку не опублікована, праця «Держава, право, надбудова» (повністю видана 1995 року), частиною якої була відома стаття «Ідеологія й ідеологічні державні апарати», що вийшла у часописі «Ля Пенсе» 1970 року. Того ж року Альтюссер написав передмову до книги чилійської науковиці Марти Гарнекер «Основні положення історичного матеріалізму», що була видана в Мексиці й Аргентині та стала бестселером. На той час Альтюссер зажив великої популярності в Латинській Америці: деяким лівим активістам й інтелектуалам він здавався чи не новим Марксом, хоч його роботи були предметом гострих дискусій і різкої критики. На рубежі 1960-х і 1970-х років його головні праці перекладають англійською: «За Маркса» — у 1969 році, «Читати „Капітал“» ― у 1970 році, після чого альтюссерівські ідеї широко поширилися серед англомовних марксистів.
У 1970-і роки Альтюссер інтенсивно працював у ВНШ, круг його адміністративних обов'язків був досить широким. Він видавав серію академічних праць Théorie. ФКП з початку 1970-х років вступила у період внутрішніх конфліктів з теоретичних питань, котрі відбувалися на тлі виникнення єврокомунізму. Альтюссерівський структуралістський марксизм у тих умовах становив собою один з більш-менш оформлених напрямів. Альтюссер критикував як парламентську стратегію лівої єдності, так і рештки сталінізму, досі офіційно не відкинутого керівництвом ФКП. Одним з найобговорюваніших питань була теза про диктатуру пролетаріату, від якої ФКП офіційно відмовилася на з'їзді 1976 року. Альтюссер піддав різкій критиці форму, у якій це було зроблено, а пізніше висловив свою позицію у серії публікацій «Що мусить змінитися в комуністичній партії» у «Ле-Монд» (1978). Альтюссер і його однодумці поступово здавали свої позиції в компартії, перетворюючись на маргінальну групу, що складалася здебільшого зі студентів й інтелектуалів. Вони намагалися відстоювати свої позиції всередині партії, втім альтюссерова поразка була безспірною. При цьому політичне розмежування у ФКП за принципом праві-ліві могло бути умовним: Альтюссер часто мав схожі позиції, приміром, з правим комуністом Жаном Елленштайном.
Альтюссер продовжував брати участь у різних публічних заходах ВКП: 1973 року в організованій газетою «Юманіте» дискусії «Комуністи, інтелектуали й культура» (спільно з Жаном Елленштайном і Луї Араґоном), 1976 року — на Свя́ті книги. 1975 року Альтюссер здобув докторський ступінь в Ам'єнському університеті за сукупністю опублікованих праць. 1976 року вийшла збірка статей різних років «Позиції». У липні того ж року філософ читав лекції в університетах Мадриду й Барселони, а в листопаді 1977 року зробив доповідь «Нарешті криза марксизму!» на конгресі у Венеції, організованому італійським лівим часописом Il Manifesto. Доповідь «Одинокість Макіавеллі» була представлена на конференції в Національному фонді політичних наук (1977). До 1978 року належить «ревізіоністський» текст «Маркс у своїх межах» (опублікований 1994 року) і стаття про марксизм для італійської Enciclopedia Europea. 1979 року Альтюссер мав зробити доповідь про психоаналіз на франко-радянській конференції у Тбілісі, проте відмовився від участі. Навесні 1980 року Альтюссер дає рідкісне для себе телевізійне інтерв'ю італійському RAI, у якому розповідає про своє життя, світогляд і називає себе соціальним анархістом.

### Хвороба. Особисте життя

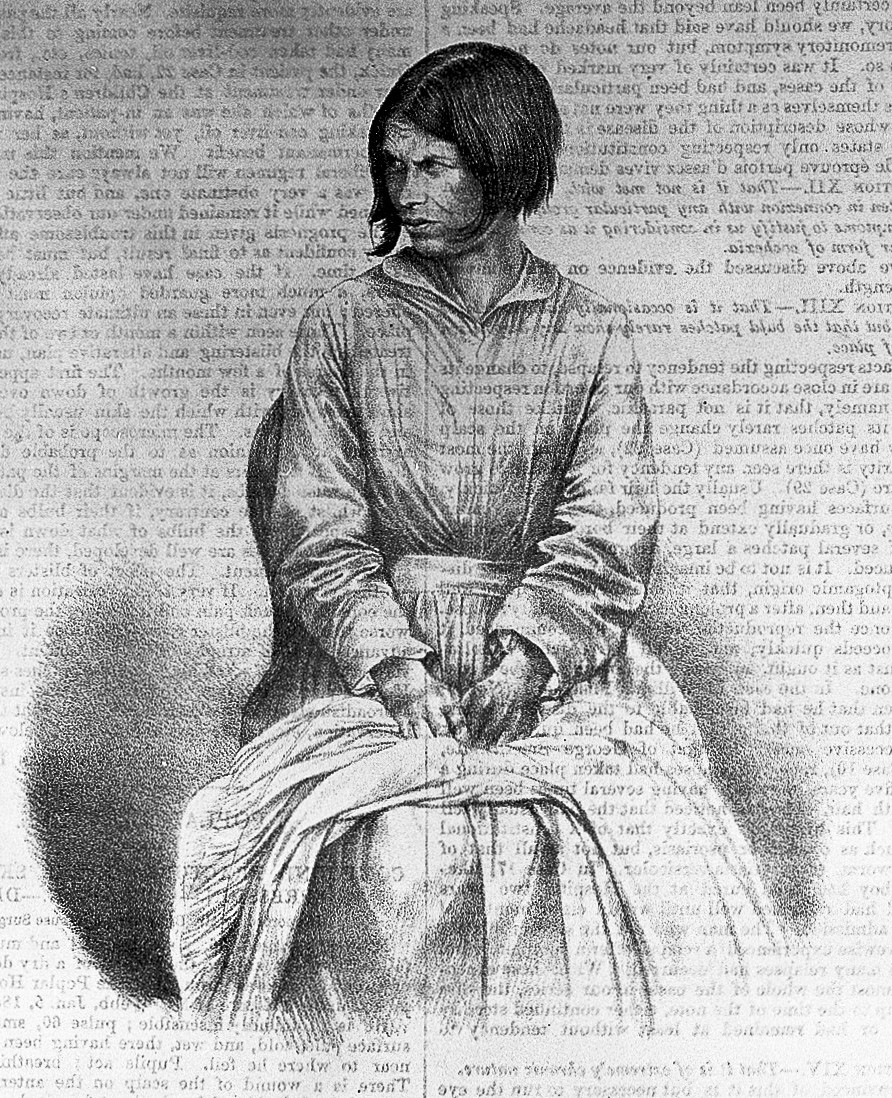
Літографія 1858 року з підписом «Меланхолія, що переходить у манію»

Альтюссер усе доросле життя страждав на біполярний афективний розлад, у нього були часті депресії, що почалися, імовірно, ще 1938 року та стали регулярними після п'ятилітнього перебування у німецькому полоні. Більшу частину життя він прожив у квартирі в будівлі Вищої нормальної школи, рідко її покидаючи. З 1950-х років перебував під постійним медичним наглядом, часто проходив психіатричне й хімієтерапевтичне лікування у клініках, що включало й радикальні методи лікування, як електрошок. Альтюссер не обмежував себе у прописаних лікарями медикаментах і практикував самолікування, вживаючи різні ліки в поєднанні з алкоголем. Лікувався він і з допомогою психоаналізу. За свідченнями Елізабет Рудінеско, Альтюссер з 1965 року став проходити постійні сеанси у психоаналітика Рене Діаткіна, який був його закріпленим лікарем приблизно до 1987 року. Хвороба впливала на наукову продуктивність: наприклад, 1962 року філософ почав писати книгу про Макіавеллі під час депресивного загострення і врешті провів 3 місяці в клініці. Під час подій травня — червня 1968 року Альтюссера звинувачували у пасивності, хоча він у цей час перебував на лікуванні. 1976 року Альтюссер підрахував, що з минулих 30 років 15 він провів у лікарнях і психіатричних клініках.

У 1946 році Альтюссер зустрів свою майбутню дружину — колишню учасницю Спротиву та ліву активістку, соціолога Елен Рітман, єврейку російського походження. Вони оформили шлюб лише 1976 року, після 30 років сумісного життя. Елен Рітман брала участь у Русі спротиву з Жаном Бофре і вступила до Французької комуністичної партії. Наприкінці 1940-х років її виключили з партії через неясні причини, формально звинувативши у «троцькістських відхиленнях» і «злочинах». Імовірно, йшлося про страти колишніх колаборантів, у яких Елен брала участь. Альтюссер тривалий час намагався відновити репутацію Елен у ФКП, але марно. Зі спогадів Альтюссера, Елен подарувала йому «світ солідарності й боротьби, світ мотивованої дії… світ рішучості». Альтюссер згадував:
|                                          | Вона любила мене, як мати любить дитя <…> і водночас, як добрий батько, одкривши мені <…> справжній світ, той безмежний край, куди я ніколи не міг потрапити. <…> Своїм бажанням вона посвятила мене в мужчини, відкрила в мені чоловічий початок. Вона любила мене, як жінка любить чоловіка! Оригінальний текст (фр.) Elle m’aimait comme une mère son enfant, son miraculeux enfant, et en même temps comme un père, un bon père enfin, puisqu’elle m’initiait tout simplement au monde réel, ce monde infini dans lequel je n’avais jamais pu entrer. Elle m’initiait aussi, par le désir qu’elle avait de moi (…), à mon rôle et à ma virilité d’homme : elle m’aimait comme une femme aime un homme ! |
| — Луї Альтюссер, L'Avenir dure longtemps | |

Елен була на 8 років старша за нього. Ці стосунки були для молодого й недосвідченого у спілкуванні з жінками Альтюссера болючими й суперечливими з самого початку. Вони здійснювали на нього сильний емоційний вплив і вели до глибоких депресій. Життєвий досвід Альтюссера обмежувався домівкою, школою і концтабором, тоді як Елен багато подорожувала і провадила активну діяльність у літературних і радикальних колах. Елен постраждала від сталінізму ФКП, притому у той самий момент, коли Альтюссер збирався пов'язати філософську діяльність з комуністичним рухом. Як пише Елізабет Рудінеско, для Альтюссера Елен становила протилежність його самого: учасниця Опору; єврейка, яка несла на собі печать Голокосту. Альтюссер же був військовополоненим, далеким від активної боротьби з нацизмом, а його життєвий досвід, попри прихід до марксизму, був тісно пов'язаний з католицтвом. Дитинство Елен не було благополучним: у віці 13 років вона стала жертвою сексуального насильства з боку сімейного лікаря, який до того ж поручав Елен давати своїм невиліковно хворим батькам дози морфію. Згідно з Рудінеско, Елен утілювала для Альтюссера його «витіснену свідомість», «безжалісне суперего», «темну сторону», «тваринне начало». В автобіографії Альтюссер так описував свої суперечливі почуття:
|  | Вона зберегла жахливі спогади про свою матір, яка <...> жодного разу її не обійняла. Остання ненавиділа свою дочку, бо чекала на сина і поява цієї чорнявої дівчинки зруйнувала всі її плани <...>: нічого, крім ненависті <...>. Я ніколи не обіймав жодної жінки. Ба більше, мене ніколи не обіймала жодна жінка (у тридцять років!). У мені здійнялося бажання, ми зайнялися коханням у ліжку. Це було щось абсолютно нове, потужне, шалене, що повністю захоплювало. Ми були з Елен одним цілим, і в мені відкрилася прірва тривоги, що вже більше ніколи не закривалася. |

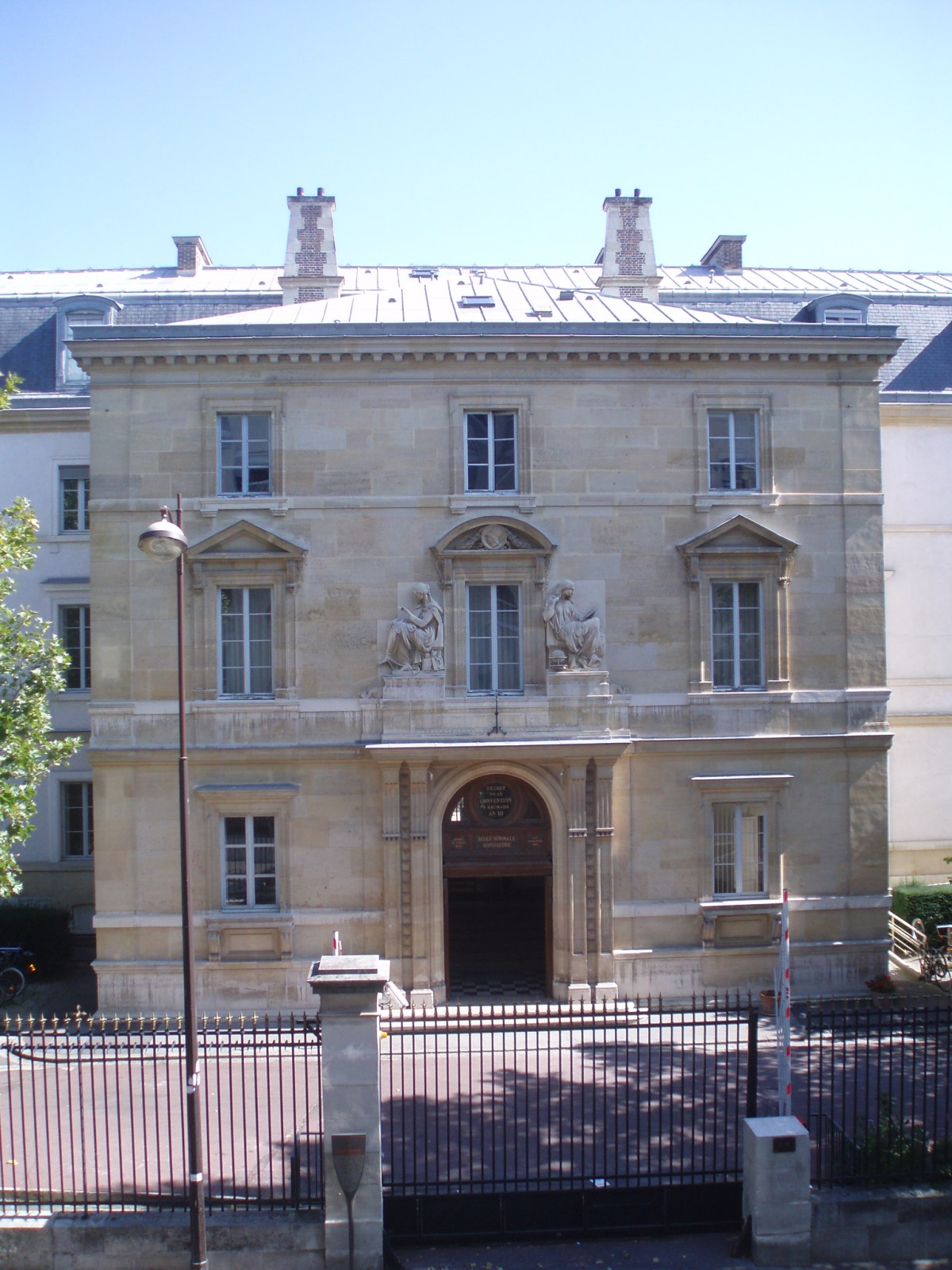
Вища нормальна школа, у якій Альтюссер мешкав і працював більшу частину життя

В автобіографії «Майбутнє триває довго», написаній 1985 року й опублікованій посмертно, Альтюссер аналізував передумови своєї хвороби за допомогою психоаналізу й находив їх у важких стосунках у родині, попри благополучне дитинство (цій темі присвячена половина автобіографії). Альтюссер вважав, що він не мав справжнього «Я», що визначалося відсутністю справжньої материнської любові; батько був емоційно стриманою людиною і був практично відсутній для свого сина. Альтюссер виводив сімейну репутацію з подій до свого народження, про які довідався від тітки: Люсьєн Берґер, його мати, повинна була вийти заміж по любові за брата батька, Луї, що загинув у Першу світову війну під Верденом (сам Шарль, його батько, був заручений, своєю чергою, із сестрою Люсьєн, Жульєттою). Обидві сім'ї наслідували старованний звичай левірату: Люсьєн вийшла заміж за Шарля, а сина назвали на честь загиблого Луї. У своїх спогадах Альтюссер називав цей шлюб був «безумством» через надмірне підкорення традиції, оскільки ніхто не змушував Люсьєн брати шлюб із Шарлем. У результаті матір Альтюссера не любила просто так, а любила в ньому померлого Луї-старшого. Філософ описував свою мати як «жінку-кастраторку» (термін з психоаналізу), яка під впливом фобій встановлювала строгий режим соціальної та сексуальної гігієни для Альтюссера і його сестри Жоржетти. «Почуття бездонної одинокості» Альтюссер міг пом'якшити лише завдяки спілкуванню з батьками матері, котрі мешкали у Морвані. Взаємини з матір'ю і бажання заслужити її любов, з його спогадів, багато в чім визначили доросле життя та наукову кар'єру, включно зі вступом до ВНШ. Згідно з автобіографією, ВНШ була для Альтюссера певного роду прихистком інтелектуальної чистоти від великого «брудного» світу, якого так боялася його мати.
Факти автобіографії критично оцінюють дослідники. На думку її видавців, «Майбутнє триває довго» являє собою нероздільне переплетіння фактів і домислів. Альтюссер зосередився на описі сімейних обставин, не розглядаючи, приміром, вплив ВНШ на його особистість. Біограф Ян Мульє-Бутан, проводячи ґрунтовний аналіз раннього періоду життєпису Альтюссера, виснував, що автобіографія, написана постфактум, трактувала події крізь призму життєвого краху. Мульє-Бутан вважає, що саме Елен зіграла ключову роль у створенні «фаталистського» викладу історії альтюссерівської сім'ї, багато в чому сформувавши таке його бачення ще в 1964 році. На думку Ґ. Елліота, автобіографія справляє передовсім враження руйнації та саморуйнації. Альтюссер, імовірніше за все, переніс початок постійних депресій на пізніший (післявоєнний) період, пропустивши ранні вияви хвороби в школі та концтаборі.
Ян Мульє-Бутан пов'язує депресії не лише з подіями в особистому житті, а й з політичними розчаруваннями. Біографи Альтюссера звертають увагу на внутрішню культуру ВНШ, яка була важливим фактором, що впливав на його політичні розмисли та психологічний стан. Згідно з Мульє-Бутаном, в Альтюссера з ранніх літ сформувався тісний психологічний зв'язок з сестрою Жоржеттою, і, хоч він нечасто згадував її у своїй автобіографії, відносини з нею були важливим елементом у його житті. У сестри також були депресії, і, попри те, що брат і сестра жили окремо один від одного майже все доросле життя, їхні депресії часто збігалися в часі. У 1960-ті роки Альтюссер мав близькі стосунки з італійкою Франкою Мадонією, філософом, драматургом і перекладачкою його праць. Мадонія була вродливою жінкою із заможної буржуазної родини. 1998 року було опубліковане їхнє листування (з понад п'ятьмастами листами Альтюссера, написаними між 1961 і 1873 роками). Згідно з Е. Рудінеско, Альтюссер був закоханий у Мадонію, що втілювала для нього все те, чого йому бракувало в дитинстві й паризькому житті: справжню родину, мистецтво жити, інший спосіб мислення, спілкування і бажань.

### Убивство дружини й останні роки
Після поразки французьких лівих і ФКП на виборах 1978 року депресії Альтюссера почастішали та стали сильніші. Перенісши хірургічну операцію з видалення грижі стравохідного отвору діафрагми (через грижу Альтюссерові було важко дихати під час їди), філософ провів усе літо 1980 року в клініці. Зі слів самого Альтюссера, операція потягнула за собою як погіршення фізичного самопочуття, так і психічного стану. Зокрема, в нього загострилася манія переслідування. Лікування не дало позитивних результатів, але під початок жовтня Альтюссера виписали з клініки.

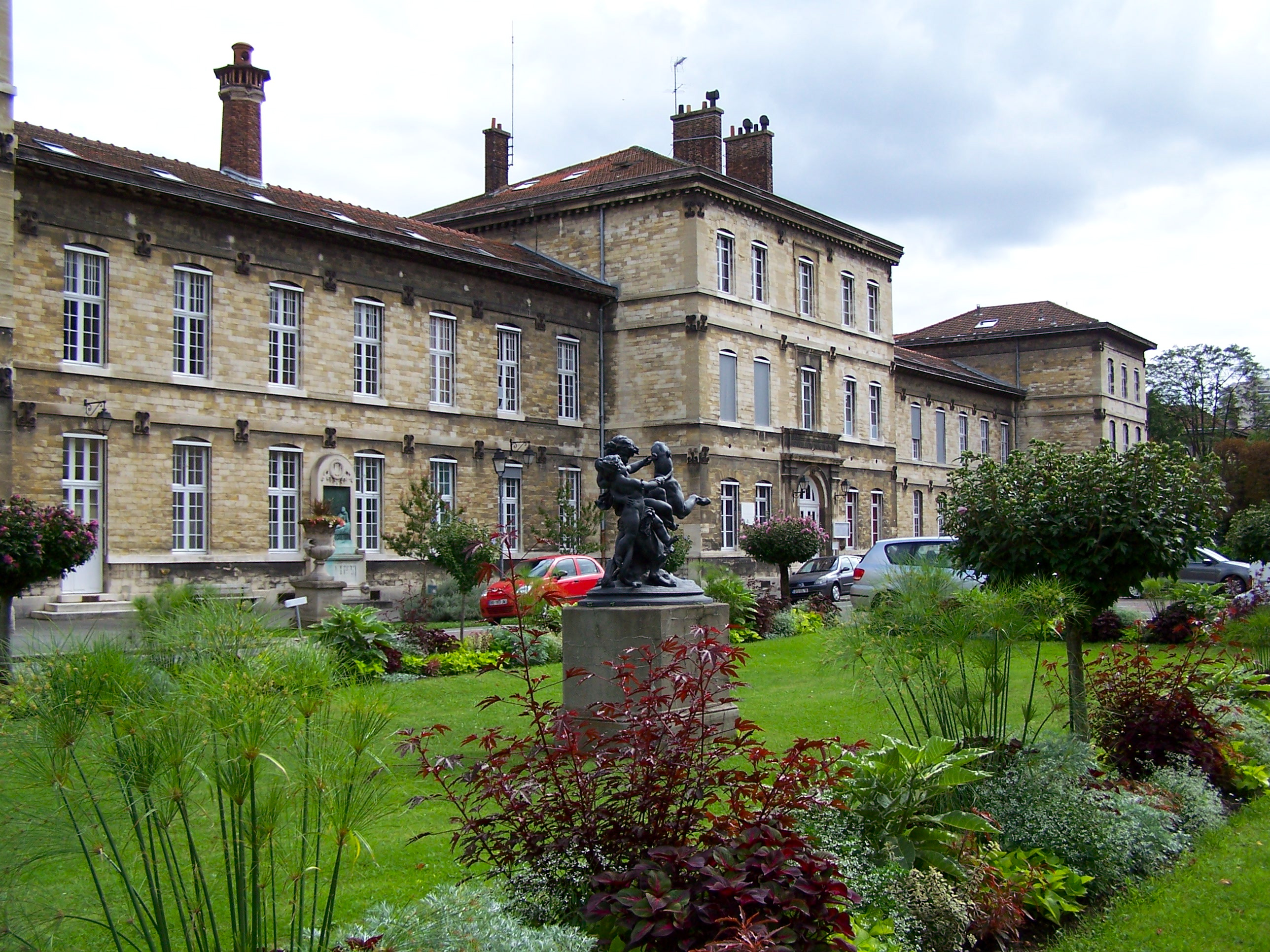
Лікарня Сен-Анн, до якої було госпіталізовано Луї Альтюссера

17 листопада 1980 року, після найсильнішого приступу хвороби, Альтюссер задушив свою дружину Елен у їхній квартирі в ВНШ, за адресою вулиця Ульм, 15. Альтюссер сам повідомив про смерть дружини лікареві ВНШ, який зв'язався з психіатричними установами. Філософа негайно госпіталізували в лікарню Сен-Анн і провели психіатричну експертизу. Альтюссер стверджував, що не пам'ятав, як відбулося вдушення: він виявив це несподівано після масажу шиї дружини. Фахівці порекомендували звільнити Альтюссера від кримінальної відповідальності, згідно зі статтею 64 Кримінального кодексу Франції, оскільки «убивство дружини шляхом удушення було скоєне без додаткового насилля, у мить ятрогенної галюцинації, ускладненої меланхолійною депресією». У лютому 1981 року Альтюссера було визнано неосудним на момент скоєння вбивства, позаяк той перебував у стані душевного розладу. Суд направив його на примусове лікування у лікарню Сен-Анн; у червні Альтюссера перевели до лікарні О-Вів. Його викладацька кар'єра завершилася: міністерство освіти звільнило Альтюссера з ВНШ. Він втратив усі громадянські права та помешкання у ВНШ. Своїм законним представником Альтюссер призначив філософа Домініка Лекура. До липня 1983 року Альтюссер перебував на лікування спершу примусово, затим — як добровільний пацієнт у державних і приватних клініках. З 1984 до 1986 року філософ жив самітньо у квартирі на вулиці Люсьєн Левен у 20 окрузі Парижу.
Убивство Елен Рітман прикуло велику увагу преси. Частими були заклики поводитись з Альтюссером, як зі звичайним злочинцем; примусове лікування, за такого підходу, було недопустимим привілеєм. З погляду ненависників Альтюссера, резюмує Елізабет Рудінеско, він був тричі злочинцем. По-перше, як стверджувалось, мислитель легітимізував філософську течію, відповідальну за ГУЛАГ. По-друге, Альтюссер вітав китайську культурну революцію як альтернативу капіталізму та сталінізму. По-третє, Альтюссер розбестив інтелектуальну еліту французької молоді культом «злочинної» ідеології в самому серці одного з найкращих закладів Франції. Відомий публіцист Домінік Жаме виявляв змову ФКП, метою якої було не допустити поліційного розслідування стосовно вбивці й інтернувати його до лікарні Сен-Анн. У змові брали участь й альтюссерові друзі: Режіс Дебре, Етьєн Балібар і Жак Дерріда. Згідно з Е. Рудінеско, головним ненависником Альтюссера став соціолог П'єр-Андре Таґієфф. На його думку, філософ спланував убивство дружини, а потім добився до себе особливого ставлення. З його погляду, Альтюссер навчав студентів сприймати злочини позитивно, аналогічно до революції. Таґієфф не виключав й антисемітські мотиви вбивства Елен. Висловлювали й думки на захист філософа. Наприклад, друг Альтюссера Режіс Дебре вважав, що трапилося самогубство на ґрунті альтруїзму. Ліцейський учитель Альтюссера, католицький філософ Жан Ґітон, у 1985 році так висловився про вбивство:
|  | Я справді думаю, що він убив дружину через своє кохання до неї. Це містичне вбивство через кохання. І чи вже така велика різниця між злочинцем і святим? <...> Ідея не про те, щоб його захищати, а про те, що потрібно допомогти йому в його нещасті. <...> Коли мені стало відомо про цей злочин, я нерідко відвідував його в Сент-Ані, згодом я зробив певні кроки для того, щоб його перевели в інший заклад і <…> для того, щоб суд розглядав його як божевільного, а не як злочинця. |

У березні 1985 року Альтюссер прочитав статтю журналістки Клод Серрот у «Ле-Монді», де авторка порівнювала його випадок зі скоєним у Франції вбивством молодої жінки японським канібалом Іссеєм Саґавою. Подібно до Альтюссера, Саґава уникнув ув'язнення з медичних причин, як у Франції, так і по поверненні в Японію, а пізніше написав книгу про вбивство, що мала успіх, і став медіазіркою Японії ― Серрот стверджувала, що в подібних гучних історіях головними «зірками» стають убивці, а не жертви. Самому Альтюссерові таке порівняння завдало великих страждань. Елізабет Рудінеско писала:
|  | [Саґава], визнаний «нормальним», перетворив свій злочин, так би мовити, на пустощі, подавши його як жахливе свідоцтво кохання, тоді як [Альтюссер], визнаний експертами психічно хворим, так і не зміг повернути собі право на відповідальність психічну та юридичну за вчинок, який він визнав і за який почувався винним. |

Друзі вмовили Альтюссера виступити на свій захист, і він вирішив написати автобіографію. Філософ хотів її опублікувати, але врешті замкнув у письмовому столі. В автобіографії Альтюссер так пояснював убивство Елен:
|  | Я вбив жінку, яка була для мене всім на світі, яка любила мене так, що хотіла померти, не маючи сил жити; у стані психічного розладу і, поза сумнівом, перебуваючи в розладнаному стані, я підсвідомо «надав їй цю послугу», від якої вона не могла захиститись, і яка принесла їй смерть. |

Убивство дружини серйозно заплямило репутацію Альтюссера. Як пише Е. Рудінеско, з 1980 року й до смерті філософ провадив дивне усамітнене життя ходячого «привида», практично «живого мерця». Альтюссер вів невеличке листування, його навіщали деякі близькі друзі, приміром, теолог і філософ Станіслас Бретон, що також був в'язнем шталагу у часи війни. Роздуми періоду 1982—1986 років склали книгу «Філософія зіткнення» (опублікована 1994 року). Останнім прижиттєвим текстом була серія інтерв'ю з Фернандою Наварро, виданих у Мексиці в 1988 році. Збірка викликала резонанс у Латинській Америці. 1987 року Альтюссер переніс термінову операцію через закупорку стравоходу, і його здоров'я погіршилось. За операцією послідувала депресія, Альтюссер знову опинився у клініці О-Вів, з якої його перевели до Психіатричного інституту в західному передмісті Парижу Ла Вер'єрі (департамент Івелін). Там Альтюссер помер 22 жовтня 1990 року від зупинки серця, викликаної перенесеною пневмонією. Його могила розташована на кладовищі Вірофлей.

## Історичний і філософський контекст

### Історичний контекст

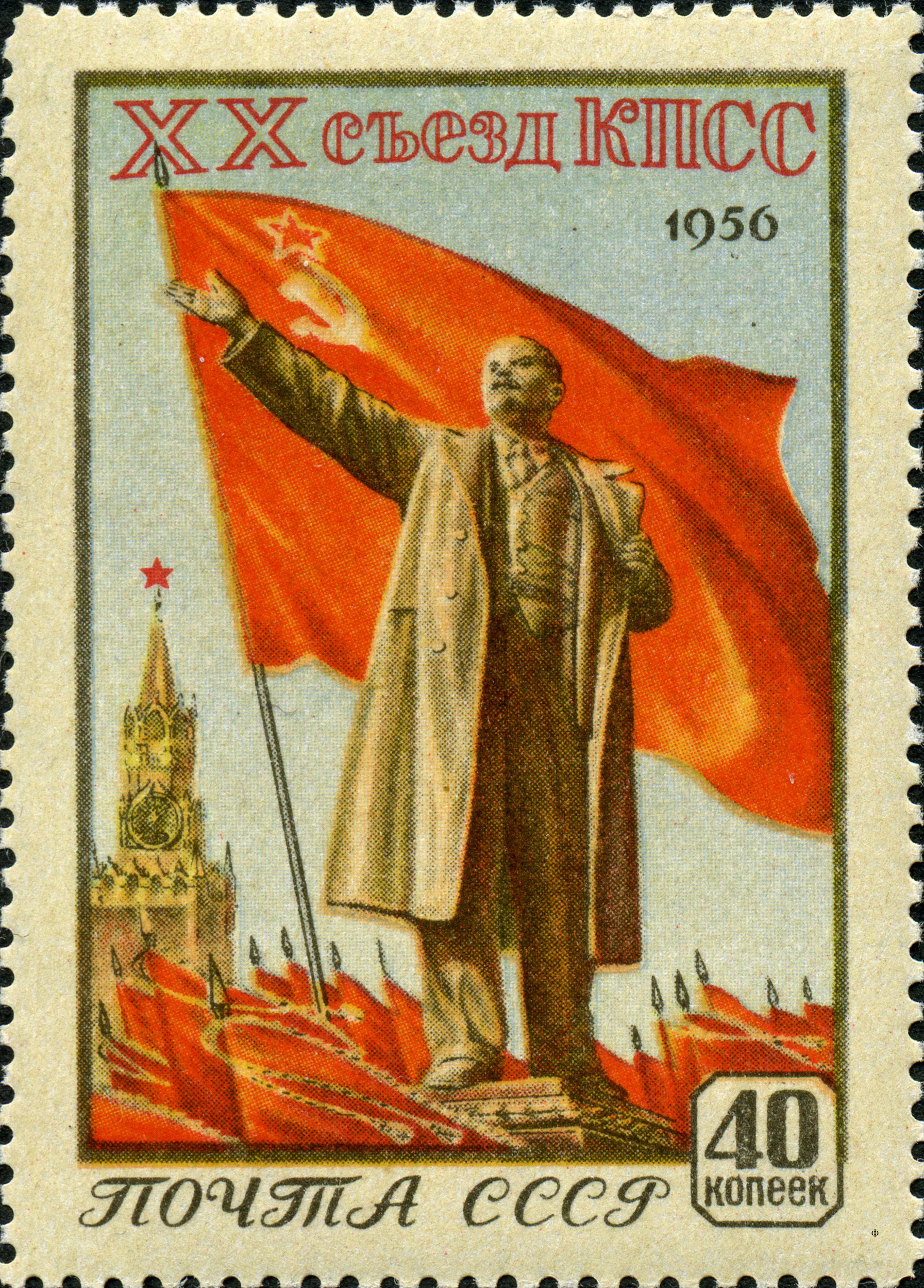
Радянська поштова марка, випущена з нагоди ХХ з'їзду КПРС

На обставини написання найвідоміших альтюссерових робіт — «За Маркса» (1965), «Читати „Капітал“» (1965) та «Ленін і філософія» (1969) — повпливали дві ключових політичних події: доповідь Хрущова на XX з'їзді КПРС і радянсько-китайський розкол.
XX з'їзд КПРС був поворотним моментом для міжнародного комуністичного руху. Десталінізація не зовсім виправдала надії, що покладалися на неї, однак для західних інтелектуалів з комуністичних партій вона означала свободу для критики, хоч і обмеженої, та можливості змін і взаємодій між марксистською й немарксистською традиціями. Найважливішою була можливість критичного ставлення до власне сталіністського марксизму. Після радянсько-китайського розколу Китай для багатьох інтелектуалів-комуністів виглядав самодостатньою моделлю соціалізму, що викликала симпатії як альтернатива радянській. Таке ставлення обумовлювалося зокрема й високою ціною, заплаченою Радянським Союзом за «досягнутий соціалізм».
Головні праці Альтюссера («За Маркса» і «Читати „Капітал“») були відбитком розмежування в комуністичному русі після XX з'їзду, радянсько-китайського розколу, появи гошизму. У багатьох верствах французького суспільства, насамперед поміж молоді й студентства, посилювались радикальні настрої. З іншого боку, мала місце суспільна демократизація. Виникнення нових форм соціальної боротьби в загальному контексті культурних змін того часу призвело до травневих подій 1968 року. Погляди Альтюссера та їхня еволюція у 1960-ті й 1970-ті роки віддзеркалювали реальні політичні й економічні зміни у французькому суспільстві, які можна порівняти з аналогічними змінами в інших західних країнах; у його ідеях втілювались надії швидко зростаючої групи інтелектуалів.

### Філософський контекст

#### Сталінський марксизм
У 1950-ті роки, до й після XX з'їзду, французька компартія стояла на позиціях сталінського марксизму («марксизму-ленінізму» в радянській традиції). Набір текстів обмежувався Марксом, Енґельсом, Леніним і Сталіним. Догматична традиція давала три варіанти у філософії: спиратися на «Німецьку ідеологію» та займатися безпосередньо історією; на ґрунті історичного матеріалізму розробляти діалектику, цебто дописувати те, що Маркс обіцяв дописати, але так і не написав; розвивати пізні філософські й природнонаукові ідеї Енґельса. Остання традиція була систематизована й кодифікована та називалася «діалектичним матеріалізмом».

#### Неомарксизм
В умовах конфлікту зі сталіністським (або сцієнтистським) марксизмом у Франції виник впливовий напрям неомарксизму. Одним з головних його питань була самоідентифікація, пов'язана з різними інтерпретаціями вчення Маркса, з позиції універсалізму чи історизму. Неомарксизм виник внаслідок невідворотної взаємодії з іншими напрями філософської думки. Неомарксисти намагалися переглянути роль теорії відчуження Маркса, проблему різниці між наукою й ідеологією (зокрема в межах самого марксизму), питання про теоретичні джерела марксизму.
Частина інтелектуалів виступала за гуманістичний характер марксизму. В межах гуманізму було дві основних лінії. Перша відносила Маркса до гуманістичної традиції доби Просвітництва, засновник марксизму був у цьому трактуванні раціоналістом, екзистенціалістом і феноменологом. Лінія гуманізму сформувалася на ґрунті робіт Жана-Поля Сартра, Анрі Лефевра й Моріса Мерло-Понті, які інтегрували у марксизм феноменологію та екзистенціалізм Ґуссерля й Гайдеґґера. Мерло-Понті та Сартр робили акцент на політичному вимірі філософії, виступаючи проти сцієнтизму сталіністського марксизму. Мерло-Понті зоставався марксистом недовго, на відміну від Сартра, що зближався з ФКП. Мерло-Понті синтезував феноменологічну інтенційність з концептом історичної практики. Екзистенціалізм Сартра заперечував історичний й економічний детермінізм, ставлячи на перше місце людську суб'єктивність і свободу. Сартр, на відміну від Мерло-Понті, намагався адаптувати марксизм до поточної політичної ситуації. Хоч обидва мислителі в цілому некритично підтримували Радянський Союз, їхні незалежні версії марксизму були однозначно скеровані проти сталіністської версії. Пролетаріат був основним суб'єктом історичного процесу, а адекватність теорії визначалася виключно ефективністю політичної практики. Цей підхід склався під впливом робіт Дьйордя Лукача, Антоніо Ґрамші та Карла Корша.
Альтюссер виступав проти обох версій гуманізму (при цьому одержавши з боку гуманістів ярлик сталініста), відстоюючи сцієнтизм й автономність марксизму як теоретичної діяльності; проти чого виступали наступники Лукача та Ґрамші.

#### Французький структуралізм і психоаналіз Лакана
Сучасні для Мерло-Понті й Сартра структуралісти були менш відомі у післявоєнний період. Головним джерелом для вийшлого на перший план після 1960 року структуралізму були роботи Соссюра і Якобсона. Структуралісти використовували лінгвістичне поняття знаку (складеного з означуваного й означального) та в соссюрівському сенсі вирізняли мову й мовлення. Структурна антропологія Леві-Стросса застосовувала соссюрівський аналіз знака та значення до соціальних практик (дружба, економічні відносини, міф та ін.), підпорядкованим до певних правил, кодів. Леві-Стросс і Сартр принципово по-різному ставились до людського суб'єкту й історії. Леві-Стросс намагався ліквідувати картезіанський спадок (соліпсизм) і виступав проти гуманістичного підходу до історії, замінюючи його культурними засновками у певному місці та часі. Для Леві-Стросса сартрівський активний суб'єкт — лише міф епохи модерну.
Жак Лакан, провідний представник психоаналізу у Франції, синтезував психоаналіз і структуралізм. Несвідоме, згідно з Лаканом, структуровано так само, як і мова. Лакан трактував фази формування особистості за Фройдом у категоріях структурної лінгвістики. Фройдівське Воно, Над-Я і Я заміняються на Реальне, Символічне й Уявне. Суб'єкт проходить різні стадії підкорення владі культури у вигляді правил символічного порядку. Початкове підкорення становить собою умову подальшої соціальної комунікації. У довербальній «Уявній» стадії («дзеркальній», еквівалент фройдівського нарцисизму) формується уявна ідентичність на основі свого образу в дзеркалі. При переході до світу мови «Символічної» фази відбувається часткове розширення Едіпового комплексу, проте уявна ідентичність опиняється під загрозою: дитина навчається бачити розрив між словом і предметом. Людське життя являє собою даремний пошук утраченої ілюзорної ідентичності дзеркальної стадії.

#### Філософія науки Ґастона Башляра
Учитель Альтюссера Ґастон Башляр займався історією та філософією науки. Башляр розробив концепцію епістемологічного розриву, що мала два основні аспекти:
- по-перше, наука не є продовженням повсякденного життя, а передбачає розрив із повсякденним досвідом під час створення теоретичних понять (концептів)[107], які потім втілюються у речах, інструментах та експериментах[106];
- по-друге, наукові концепти включені у мережу, систему інших концептів, сам собою науковий концепт не має значення без зв'язку з іншими концептами[108].

Згідно з Башляром, немає спільного теорії знання і єдиного наукового методу. Критерії науковості приблизні, вони полягають у принциповій відкритості наукової практики для змін, а наукові відповіді ніколи не остаточні. Критерії конституюються через внутрішні стандарти наукових практик і являють собою їх частину. Наукову практику підтверджує її власний успіх, «ефекти знання». По суті ця теза веде до позиції Томаса Куна і його послідовників: наукою є те, що роблять науковці. Концепція Башляра перекликається з підходами Куна і Феєрабенда, хоча вона була розроблена раніше й незалежно від них. Але є важлива відмінність: у Башляра наука відкриває істини, а для Куна і Феєрабенда це радше соціологічна категорія, а не когнітивістська. Їхній підхід більш релятивістський: теорії чи парадигми не можуть бути істинними або хибними; хоча ствердження щодо теорії чи парадигм, звичайно, можуть бути хибними або істинними. Для Башляра, як і для Альтюссера, навпаки, існують істинні або хибні теорії, навіть якщо немає спільної теорії наукової істини. Наука розвивається переривчасто, долаючи «епістемологічні труднощі» попередніх версій науки. Під час епістемологічних розривів наука пориває з донауковою теорією й ідеологіями та формує новий тип дискурсу.

## Філософія

### Герменевтична теорія
У своїх найвідоміших працях «За Маркса» і «Читати „Капітал“» Альтюссер запропонував оригінальне прочитання Маркса. Альтюссер використовував декілька основних концептів. «Проблематика» пояснює зв'язок марксових ідей з філософською термінологією більш раннього періоду. «Епістемологічний розрив», датований серединою 1840-х років, являє собою розрив у творчій траєкторії Маркса між раннім, антропологічним, і пізнім, сцієнтистським Марксом. Концепт узятий з філософії науки Ґастона Башляра. Альтюссер розробив «стратегію читання» для виявлення розриву, яка синтезувала епістемологічні ідеї Башляра, структуралізм Леві-Стросса та психоаналіз.

#### Проблематика
Проблематика являє собою визначену єдність думки в заданих межах у конкретній історичній кон'юнктурі. Вона не належить ані до суб'єкта, ані до свідомості, а може існувати тільки в формі концептів. Проблематика формує ті межі мови й концептів, всередині яких розглядають ті чи інші проблеми й висуваються ті чи інші ідеї. Проблематика — це заздалегідна умова конкретного теоретичного поля дослідження.
Проблематика може бути науковою і ненауковою. Для ненаукової, ідеологічної проблематики характерна принципова «закритість», повторюваність всередині ідеологічного кола; наукова проблематика завжди відкрита для покращення та розвитку. Наукова проблематика має системний характер, який визначає її межі, при цьому вихід за границі проблематики не являє собою зовнішній акт стосовно самої проблематики. Проблематика має глибинну структуру; сукупність досліджуваних питань сама визначає єдність проблематики, тому не можна говорити про ізольовані елементи чи концепти, які існували раніше проблематики й незалежно від неї. Вона сама становить собою відповідь на поставлені проблеми. Хоч питання всередині проблематики пов'язані з реальністю, проблематика не обов'язково їй відповідає.
Проблематика передбачала «антиінтенціоналістські» методи інтерпретації. У її рамках значущість має не лише наявність проблем і концептів, але і їхню відсутність. Інакше кажучи, сама проблематика має двоїсту природу: вона присутня і відсутня. Альтюссер використовував для цього структуралістські терміни діахронія і синхронія.

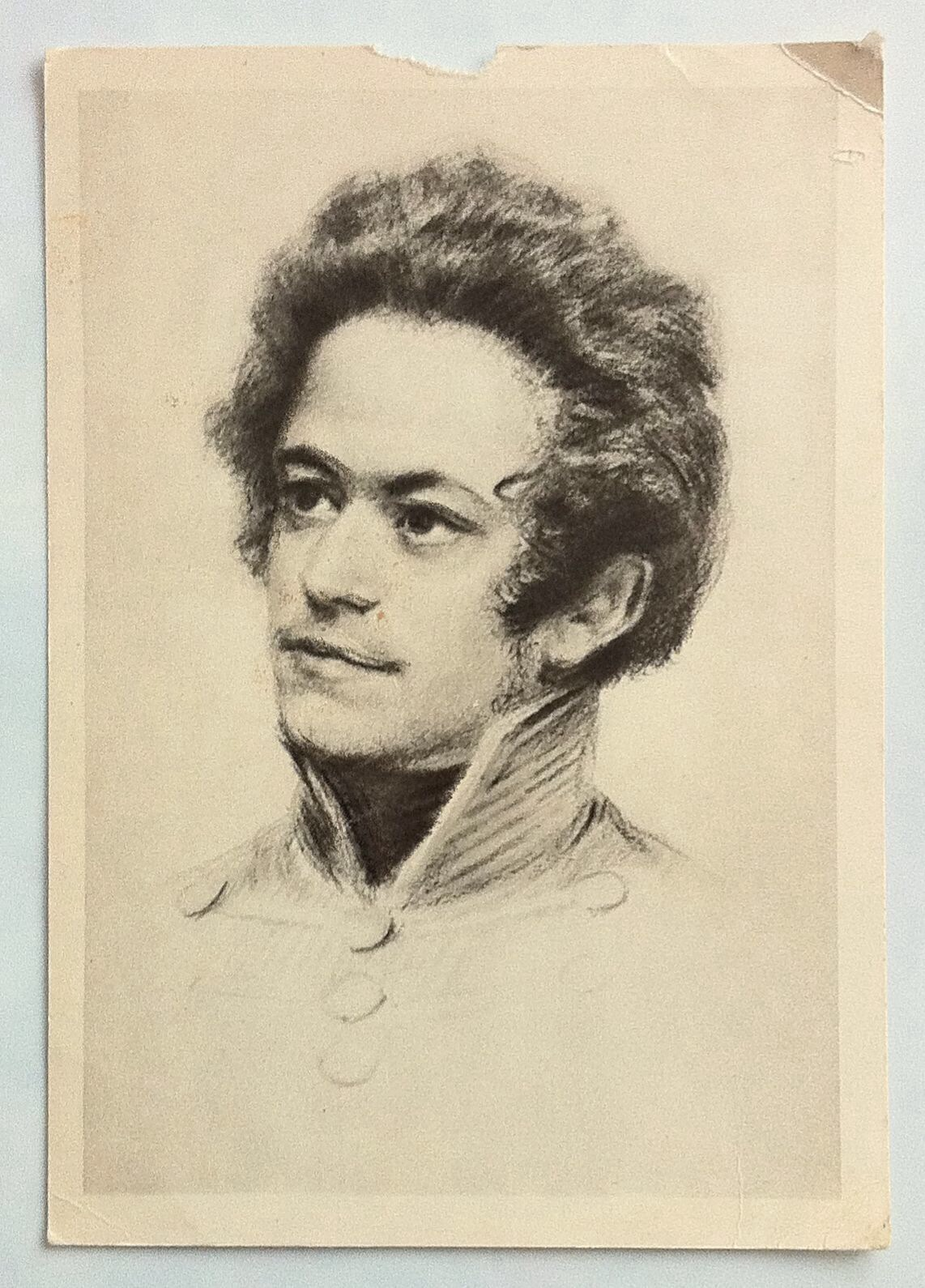
Юний Карл Маркс

#### Епістемологічний розрив
Ранній Маркс, згідно з Альтюссером, не просто наслідував класичну політичну економію, геґелівський ідеалізм чи феєрбахівський гуманізм. Розмисли про «природу людини» у ранніх працях Маркса не були ядром його ідей. 1845 року відбувся епістемологічний розрив, що відокремив пізній науковий період від раннього, ідеологічного. Сам термін «епістемологічний розрив» Альтюссер запозичив у Ґастона Башляра ― послідовника думки, що історія розвивається через безперервну послідовність розривів. Після 1845 року Маркс порвав з будь-яким підходом, який би ґрунтував розуміння історії та політики на уявленні про «сутність людини». Пізній Маркс здійснив перехід від проблематики філософської антропології в дусі Геґеля та Феєрбаха в бік історичного матеріалізму як науки, а також діалектичного матеріалізму («нової філософії»), що являли собою абсолютно новий вид знання. Незалежно від поверхневих подібностей чи відмінностей у роботах Маркса, 1845 рік знаменує повну й тотальну трансформацію у марксовій проблематиці. У вузькому розумінні, епістемологічний розрив становить собою ствердження про проблематику текстів Маркса, а не про самі тексти. Епістемологічний розрив Альтюссер датував «Німецькою ідеологією» (написаною в 1845—1846 роках і не опублікованою за життя Маркса), рання межа розриву — «Тези про Феєрбаха» (1845). Період 1845—1857 років Альтюссер називав перехідним, а з 1857 року (з перших начерків «Капіталу») починалися роботи зрілого Маркса.
Домарксів німецький ідеалізм є ідеологією; він становить цілісний набір ідей, пов'язаних із конкретною історичною ситуацією, проте позбавлених справжньої цінності. Філософська антропологія Геґеля була останнім «зітханням» донаукових роздумів і була закритою системою метафор і аналогій, хоча й у чомусь глибоку. Зрештою, вона не могла виробляти знання про соціальну реальність. Маркс порвав з панівними донауковими концепціями суспільства та історії, замінивши ідеалістичні поняття «самовиникнення», «трансцендентність», «вираз» такими поняттями, як «базис — надбудова», «суспільні продуктивні сили», «виробничі відносини», «спосіб виробництва», «суспільно-економічна формація» та ін. Тим самим він вперше створив науковий дискурс для дослідження соціальної реальності — науку історію, значення якої Альтюссер порівнював із революцією в науках про природу XVII століття.
Дослідники відзначали, що, позаяк проєкт Альтюссера мав політичну мотивацію, йому було важливо розв'язати питання науковості марксизму, яке широко обговорювалося у XX сторіччі. Опонуючи Геґелеві та геґельянському марксизму за допомогою концепту епістемологічного розриву, Альтюссер фактично протистояв тенденціям у марксизмі, що заперечували його науковість. Ідея епістемологічного розриву виявилися доволі спірною і зазнавала обширної критики як «квазітеологічна». Сам Альтюссер пізніше фактично визнав, що помилявся, перебільшивши значення своєї тези. Після «За Маркса» і «Читати „Капітал“» він згадував про неї рідше. Замість нього Альтюссер використовував концепт проблематики, кажучи, що в 1845 році нова проблематика посіла місце старої.

#### Симптомне читання
Альтюссер називав метод інтерпретації текстів «симптомним читанням». Метод виявляє справжні теоретичні положення, які текст імпліцитно містить. Смисл симптомного читання — сконструювати проблематику тексту, покладену в його основу структуру, простір, у якому невисловлене має певне значення.
Альтюссер використовував метод симптомного читання для аналізу текстів Маркса, щоби відрізнити його нову проблематику від схожої у мовному сенсі проблематики класичної політичної економії. Аналогічно до фройдівського методу інтерпретації снів, симптомне читання не є буквальне прочитання тексту. Альтюссер використовував ідею Фройда про можливість виявити прихований смисл, який не можна побачити у змісті виразу. Текст містить усередині себе прихований зміст, який можна помітити у можливих нестикуваннях, суперечностях і повторах. Такі місця в текстах Маркса називаються «симптомами» (у психоаналітичному сенсі слова) і формують неявну, але обов'язкову глибинну структуру. Хоч сам Маркс не усвідомив їх наявність, вони дозволили йому вивчити й описати соціально-економічні процеси, наприклад, перетворення грошей на капітал, не використовуючи геґелівську логіку та концепти. Симптомне читання розкриває, з одного боку, «несвідоме» у текстах Маркса та їхню глибинну структуру; з іншого боку, описує методологію та проблематику Маркса, використану ним під час вивчення політичної економії. Альтюссер стверджував, опираючись на Спінозу, що тексти й автори є продукти свого часу, а авторські ідеї, виражені в тексті, є продуктом ідеологічних течій. В аналізі Біблії Спіноза розділяв біблійні заповіді на породжені історичними умовами й уявою пророків та на ті, що являли собою справжнє слово Бога. Аналогічним чином, Альтюссер уважав, що можна виявити відмінність між ідеологічними концептами в текстах Маркса та справжніми філософськими концептами.

### «Теоретичний антигуманізм»
Антигуманізм й антиісторизм — базові принципи філософії Альтюссера. 1964 року у статті «Марксизм і гуманізм» (потім включеної до збірки «За Маркса») він висунув тезу, що «марксизм є теоретичний антигуманізм».

#### «Антигуманізм»
Теоретичний антигуманізм Альтюссера був скерований проти численних гуманістичних й антропологічних течій неомарксистської думки, для яких марксизм був варіацією гуманістичного світогляду. Гуманізм, по-перше, є уявлення про універсальну сутність людини; по-друге, приписування цієї сутності кожному конкретному індивіду. Гуманізм, оснований на самореалізації людської сутності — лише різновид теоретичної ідеології, хоч і виправданої історично. Адаптовані у геґельянському марксизмі уявлення про людину-суб'єкта, людину і її сутність були головною мішенню для альтюссерівської критики. Виступаючи проти екзистенційно-феноменологічної антропології історії, Альтюссер полемізував передовсім з пізнім Сартром. Сартр трактував марксистські поняття (відчуження, експлуатація, фетишизація та ін.) через відсилання до екзистенційних структур, конкретного людського існування. «За Маркса» і «Читати „Капітал“» явно протистоять, відповідно, «Історії і класовій свідомості» Лукача (книга вийшла французькою мовою у 1960 році) та «Критиці діалектичного розуму» Сартра.
Теорія Маркса після епістемологічного розриву становила собою теоретичний антигуманізм й антиантропологізм. Марксів антигуманізм охоплював такі елементи: нову науку — історію, цебто історичний матеріалізм; критику всяких спроб гуманізму пояснити політику й історію; прирівняння гуманізму до ідеології і його протиставлення науковому підходу до вивчення суспільства. Теоретичний антигуманізм передбачав «кінець людини» («смерть суб'єкта») — відхід від парадигми суверенного суб'єкта, незалежного від об'єктивних зовнішніх структур. Позаяк марксизм є наукою, то головне в ньому не людська діяльність, традиційно описувана через феноменологічні процедури свідомості, а незалежні безсуб'єктні структури. Вони не пов'язані з вільними діями людей і не мають ціннісного значення, що дозволяє проводити їхній науковий аналіз. На відміну від активного творчого індивіда в гуманізмі, для Маркса людина є детермінована зовнішніми об'єктивними структурами пасивна персоніфікація виробничих відносин, що визначають функції індивідів. «Людина» Маркса не є, на відміну від стверджень класичної політекономії, справжнім об'єктом теоретичного знання, вона радше носить у собі структури капіталістичної економіки. Помилка гуманістів полягає в інтерпретації соціальності спільності як сукупності інтерсуб'єктивних взаємин між людьми. В аналізі ж Маркса нема людей як таких; вони лише посідають певні позиції у структурі соціальної формації. Для цього справжні суб'єкти вивчення — виробничі відносини.
Будь-які концепції людської природи, як і уявлення, приміром, про належні функції держави, становлять собою історичні ідеологічні конструкти, позаяк не існує людської сутності чи природи у відриві від виробничих відносин. Такі концепції слугують відтворенню існуючих соціальних відносин. Філософія суб'єкта є різновид ідеології; повна відмова від гуманізму, втім, неможлива, оскільки жодне знання не може усунути його в ідеології. Антигуманізм заперечує не здатності індивідів мислити, а тільки теоретичні положення «гуманізму», цебто уявлення про унікальність сутності людини і її атрибутів: волі, свободи, вибору тощо. Альтюссер наполягав, що йшлося не про презирство до людини, а про необхідність теоретичного абстрагування від конкретних індивідів.

#### «Антиісторизм»
Починаючи з Маркса, ми знаємо, що людський суб'єкт, економічне, політичне чи філософське его, не є «центром» історії — і навіть, в опозиції до філософів Просвітництва й Геґеля, що історія не має «центру», натомість вона має структуру, що отримує «центр» лише в ідеологічному спотворенні. Своєю чергою, Фройд одкрив нам, що реальний суб'єкт, індивід у його унікальній сутності, не має форми «его», не центрований на «его», на «свідомості» чи «екзистенції»… що людський суб'єкт децентрований, сформований структурою, що не має «центру», хіба що в ідеологічних формаціях, у яких він «упізнає» себе.
Альтюссер відкидав лінійну послідовність, телеологічний погляд на розвиток і здійснення історичних процесів або цілей, автономну людську дію в історії, прямі й нередукціоністські форми причинності, а також уявлення, що історичне знання самоочевидне, істинне чи повноцінне. Концепт «людини» для Альтюссера, як і для Мішеля Фуко, втілював у собі помилки гуманістичного підходу до історії. У марксистів-гуманістів, що адаптували «Геґеля младогеґельянців», сутність людини відчужена від суб'єкта; діалектика визволення продовжується до кінця історії. Усі розділені та фрагментовані аспекти людського досвіду являють собою вираження відчуження, ознаки розвитку людського суб'єкта, який проходить через різні стадії до здобуття єдності. Ранні праці Маркса (особливо «До критики геґелівської філософії права» і «Економічно-філософські рукописи 1844 року») також перебувають усередині цієї донаукової проблематики; для Альтюссера ці праці геґельянські. У той таки час завдяки Геґелю, який визнавав суперечливий характер соціальної реальності, Маркс дійшов до думки про історію як процес без суб'єкта.
Відмова від геґелівської ідеї людського духу, який реалізує себе в історії, означає, що історія не має суб'єкта (наприклад, у сфері економіки або людської дії) та не має мети (комунізм чи свобода), історія є процес без суб'єкта: у ньому немає місця людини як суб'єктивного фактора. Історичні формації існують, однак їхні зміни зовсім не неминучі, а лише можливі, за наявності суперечностей і відповідного рівня розвитку конкретного способу виробництва. Люди — це «агенти», котрі діють усередині історії, через історичні формації. Вони можуть бути активні всередині історії, але вони не є її творцями. Люди не є суб'єктами історичних (і соціальних) процесів, а є тільки їх носіями, тому історичні події не є результатом індивідуальних воль, як гадають гуманісти. Подія стає такою в результаті історичних обставин. Як пише дослідник Роберт Раш, Альтюссер, на відміну від структуралістів Леві-Стросса і Фуко, виступав за історичне мислення та стверджував науковість історії. Він намагався розробити нередукціоністський підхід до економічної детермінованості на основі заперечуваної багатьма західними марксистами «вульгарної» тези про класову боротьбу як рушійну силу історії.

#### «Антигуманізм» в історико-філософській перспективі
В інтерпретації Альтюссера марксизм був позбавлений телеологічних й есенціалістських підстав. Розрив з геґельянськими витоками Маркса та звернення до психоаналізу: у статті «Фройд і Лакан» (1964) Альтюссер описував децентрацію суб'єкта як «коперніканський переворот», здійснений Марксом і Фройдом незалежно один від одного. Попри дисонанс із більшістю напрямів західного марксизму, теоретичний антигуманізм Альтюссера сповна вписувався у нові філософічні тенденції у Франції: перехід до структуралізму від феноменології й екзистенціалізму.
Сучасні дослідники вважають, що альтюссерівська критика гуманістів була справедливою стосовно тих марксистів, які, спираючись на Лукача і Сартра, захоплювалися персоналізмом і надавали надто велике значення відчуженій сутності людини. Альтюссерівська версія Маркса (особливо його концепт проблематики) була своєрідним антидотом проти крайніх форм геґельянського марксизму. Дослідники також відзначають, що Альтюссер зафіксував важливий поворот у сучасних капіталістичних суспільствах у 1960-ті роки — появу культу вільної людської суб'єктності, що стала по суті ідеологічним конструктом.

### Епістемологія
В епістемологічних дослідженнях Альтюссер спирався, окрім власної інтерпретації Маркса, на два основних джерела: французьку традицію філософії науки (Жан Каваєс, Ґастон Башляр, Жорж Канґієм) і концепцію знання Спінози. Альтюссер сформулював дві ключові епістемологічні тези: по-перше, радикальне розділення (розрив) науки й реальності; по-друге, те, що наука не є видом соціальної практики, а будь-яка практика є виробництво, яке має структуру. Дослідники відзначають вплив філософа математики Жана Каваєса (1903—1944) на епістемологію Альтюссера. Каваєс розглядав розвиток науки як самокорекцію концептів: наука повністю перебуває всередині діалектичної логіки концепту, науковець є лише носієм концептуального апарату, який сам себе критикує; знання виникає як наслідок внутрішнього осяяння.

#### Розділення наукового знання та реального світу: «антиемпіризм»
Згідно з Альтюссером, наука не має об'єкта поза її діяльністю і сама творить норми й критерії власного існування. Пізнання є суто інтелектуальною конструкцією, ніяк не відбиваючи зовнішній світ. Суб'єкт є сконструйований теоретичний об'єкт, що існує тільки в теорії, а не в реальності. Об'єкт знання перебуває повністю всередині думки і його слід одрізняти від реального об'єкта звичайної реальності. І суб'єкт, і об'єкт дослідження перебувають тільки всередині концептуальної схеми інтерпретатора. Альтюссер заперечував концепції Просвітництва, які розділяли науковий метод і об'єкт знання, й узагальнено називав такі теорії «емпіризмом».
Альтюссер розумів емпіризм у найширшому значенні, як будь-який підхід, що має суб'єкт, який пізнає сутність об'єкта. Емпіричні епістемологічні концепції виводять знання з реальних, конкретних, одиничних об'єктів або фактів: дістають загальне з окремого за допомогою абстрактних концептів. Для них є зв'язок між знанням і об'єктом вивчення; так вважають і раціоналісти, і ідеалісти, і геґельянці-матеріалісти (приміром, Лукач). Знання є форма репрезентації, відзеркалення, свого роду копія зовнішнього світу. Альтюссерівське визначення емпіризму включає різних філософів-класиків (Лок, Кант, Геґель) і різні традиції: британський емпіризм, німецький ідеалізм, позитивізм і прагматизм, гуманістичний марксизм. Сюди ж можна залічити й ряд напрямів у сучасних соціальних науках — феноменологію, етнометодологію, критичну теорію, символічний інтеракціонізм, — що зберігають опозицію суб'єкт — об'єкт. Емпіризм утверджує розділення суб'єкта на душу й тіло, сутність і явище, видиме й приховане. Усі ці види дуалізму, а також основний конфлікт межи істиною та брехнею, є самі по собі ідеологічними та, відповідно, ненауковими. Позаяк емпіризм надто прив'язаний до даної в досліді реальності, він не дозволяє зайняти критичну дистанцію від ідеології.У підсумку емпірична конструкція об'єкта призводить до ідеологічних видів знання. Як наслідок, емпіризм же ідеологізована філософія, а значить, ідеологія, котра змішує теоретичні об'єкти з реальними, ігноруючи відмінність між теорією та практикою.
Для Альтюссера Спіноза й Маркс не були емпіристами. Спіноза критично ставився до можливостей суб'єкта як творця знання. Це привело Спінозу до створення теорії знання, яка пішла від простої відповідності між суб'єктом і реальністю і від некритичної уваги до ролі репрезентації (ідей та образів) у формулювання знання. Спінозівське розділення між «істинною ідеєю» (як, наприклад, ідея круга) і її «ідеатом» (круг) Альтюссер інтерпретував у термінах «теоретичного об'єкта» («об'єкта знання») і «реального об'єкта».
Марксизм також не є емпіризмом. Марксів історичний матеріалізм ґрунтується на розділенні об'єкта знання, виведеного в теорії, від реального об'єкта: відношення між об'єктом-знанням і реальним об'єктом не є відношенням усередині самої реальності. Сама проблема знання є псевдопроблемою для Маркса. У результаті епістемологічного розриву Маркс порвав з класичною політекономією, оскільки визначив економіку як теоретичний концепт, а не як реальний об'єкт дослідження. Для «економістів-класиків» економіка була результатом людських взаємин, що врешті зводилися до індивідуальних людських дій. Мета ж Маркса в «Капіталі» — сконструювати чисто теоретичний концепт економіки. «Людина» ж не є справжнім об'єктом теоретичного знання. Знання про капіталізм не можна було одержати через сукупність концептів з практики самого буржуазного суспільства. Концепти вивів сам Маркс, аналізуючи економічні відносини всередині капіталізму.

#### Критерії науковості
Альтюссер, полемізуючи з емпіричною моделлю виробництва знання, стверджував, що істина чи наукове знання відрізняються від ідеології або опінії тим, що вони вироблені в ході процесу всередині самого наукового знання. Щоби відрізнити науку від ідеології, а наукову практику від ідеологічної, Альтюссер звертається до Спінози. Для Спінози знання істини не є результат філософії віддзеркалення, котра завжди базується на емпіризмі. Радше воно виникає апріорі з внутрішніх умов (критеріїв) виробництва інструментів самого знання. Істинні ідеї відповідають об'єктам не через зовнішню, а через притаманну їм внутрішню відповідність; істина є свій власний критерій. Істина є index sui et falsi: вона вже відмічена тим, що вона є істина. За Спінозою, у нас уже є істинна ідея, і ми можемо зрозуміти й вирізнити інші істинні ідеї, розмишляючи над нею.
Спінозівську концепцію «істинного й уявного» Альтюссер пов'язав з марксистською опозицією між наукою й ідеологією. Альтюссер переформулював ідею Спінози: наука є наука стільки, оскільки вона протистоїть ідеології, і виснував, що, коли перед нами вже є наукова практика й ми здібні побачити зміни у її структурі, то ми можемо зрозуміти й різницю між науковою й ідеологічною практикою. У трактуванні Альтюссера Спіноза виявився прямим попередником Маркса: на відміну від ідеології, наукове знання істинне, позаяк воно успішне, а не успішне, тому що воно істинне. Оскільки не існує об'єктивних чинників, то не може бути процедури перевірки фактів, науковість результатів не гарантується фактами. Гарантії науковості виявляються внутрішніми правилами й нормами наукового дискурсу, які можуть змінюватися з розвитком конкретних наук. Тому визнання чого-небудь знанням історично зумовлено. Отже, не існує загального критерію науковості (у цій тезі Альтюссері слідує Башляру), а тільки конкретні критерії, що існують в окремих науках.

#### Продукування наукового знання
Наука є видом соціальної практики, а будь-яка практика є виробництво, яке має структуру. Альтюссер проводив аналогію між науковою діяльністю і виробництвом об'єктів матеріального світу. Процес виробництва наукового знання називається «теоретичною практикою». Як і в матеріальному світі, виробництво у світі науки починається з сировини. Але як сировина тут виступають не об'єктивні чи безпосередньо дані факти про реальний світ, а сукупність наукових або ненаукових концептів, уявлень або фактів. Одна сукупність концептів обов'язково буде відрізнятися від іншої залежно від рівня розвитку конкретної науки у конкретний період. Концепти є продукт норм і цінностей наукового дискурсу та його конкретної проблематики. Наукова сировина є результат передніших соціальних практик.
Альтюссер запропонував три види (або рівні) виробництва знання під час теоретичної практики. Загальності I — це концепти, які становлять собою сировину для науковців, (як-от, «безробіття», «квазари» чи «ірраціональні числа»). Загальності I можуть бути повністю або частково всередині ідеології. Задачею науки є перетворення цих концептів на наукові, провівши відсів ідеологічних концептів. Загальності II є дуже складною і суперечливою єдністю, оскільки перебувають на стику між ідеологією й наукою та містять як залишки ідеології, так і можливості виробництва власне науки. Альтюссер наполягав, що Загальності III не розкривають сутність Загальностей I. Вони є лише результат трансформації Загальностей I. Альтюссер наводив три приклади наукових трансформацій: заснування сучасної фізики Ґалілеєм, виникнення математики у Стародавній Греції та створення Марксом науки історичного матеріалізму на ґрунті класичної політекономії.

### Роль філософії. Теорія й політична практика
Альтюссер зіткнувся з одним із ключових питань марксистської традиції: співвідношенням теорії та практики. З одного боку, філософія була для нього частиною соціальної практики, що не могла сама себе пояснити; з іншого боку, вона була «наукою наук», здатною сформулювати принцип науковості науки. Альтюссер намагався обґрунтувати зв'язок між інтелектуальною діяльністю й політичною практикою, постійно підкреслюючи, що його теоретичні праці слід розглядати як «політичне втручання у сферу теорії». Погляди Альтюссера в цих питаннях зазнали певної еволюції.

#### Первинна позиція
У період першого видання «Читати „Капітал“» (1965) марксистська філософія («діалектичний матеріалізм») для Альтюссера становила собою автентичну, наукову філософію, «теорію теоретичної практики» або просто «Теорію». Теорія допомагає науковій практиці розрізняти ідеологічні й наукові концепти, прояснюючи їх і наповнюючи змістом, що дозволяє науці перетворювати існуючі ідеї в наукове знання. Процес може відбуватися одночасно з виробництвом наукового знання.
Більшою частиною філософії є ідеологічна практика, котра виникає з «реального світу» практичної людської діяльності, зберігаючи з ним зв'язок. Науково обґрунтовувати філософію означає викривати її як ідеологію. Як вид ідеологічного виробництва, філософія в абстрактній формі відтворює поняття про світ для збереження існуючих соціоекономічних відносин. Така філософія просто відображає вихідні цінності, світосприйняття та ідеї, які дозволяють функціонувати соціоекономічному світу.
Тлумачення марксистської філософії як «науки наук» (одночасно поза наукою та ідеологією) виявилося дуже спірним, позаяк означало ідеалізм, неприйнятний у рамках марксистської традиції: наука підкорювалася філософії, а знання виводилося з думки. Послідувала критика Альтюссера в ідеалізмі й «теоретичності», а також у відсутності зв'язку з політичною практикою, зокрема, з боку сталіністського керівництва ФКП і одночасно радикальних лівих груп усередині партії, які об'єдналися в цім питанні. Альтюссер вже в 1967—1968 роках у курсі лекцій «Філософія і спонтанна філософія учених» і доповіді «Ленін і філософія» спробував переформулювати визначення філософії, а в пору другого видання «Читати „Капітал“» визнав свою помилку.

#### Перегляд позицій
Альтюссер переглянув свої позиції, назвавши первинний підхід «теоретичним відхиленням», що ігнорує політичний вимір філософії. Філософія більше не була «наукою наук» або теорією науковості. У результаті ревізії не залишилося точних критеріїв розрізнення наукових й ідеологічних концептів: усі теоретичні концепти зачіплені ідеологією. Як і ідеологія, філософія не має історії; тут Альтюссер наслідує Маркса й Енґельса періоду «Німецької ідеології». У філософії залишаються і свої питання, методи, традиції й «правила гри». Однак Альтюссер підкреслював, що вона сама собою не є знанням, позаяк не має об'єкта. Філософічні категорії вже не являють собою визначення наукових об'єктів і більше не є концептуалізаціями їхньої науковості. Завдання філософів-марксистів, що займають певну політичну позицію, — допомагати науковцям виявляти ідеологічні концепти за допомогою методу історичної критики. Результатом такої діяльності мають стати правильні концепти у нормативному сенсі, а не істинні концепти з наукового погляду.
...тексти Альтюссера завжди полемічні та ситуативні. Вони завжди звернені до конкретного історичного та політичного контексту, за допомогою якого він прагне виявити те, що дійсно стоїть на кону, і показати ту чи іншу теоретичну суперечку як боротьбу марксистського матеріалізму з ідеалізмом будь-яких відтінків. Характерна різкість і навіть деяка завзятість його текстів є наслідком цієї принципової полемічної установки. Він завжди націлений на розтин забобонів, яких ми не усвідомлюємо, і невтомно уточнює і урізноманітнює свій аналіз цих забобонів... Це означає, що кожна ідея, про яку йдеться на цих сторінках, постає як ідея, яка завжди комусь належить, як ідеологічна проєкція якоїсь ідентифікації (політичної) позиції, що піддається, і що Альтюссер ніколи не приступає до коректного з його точки зору викладу цієї ідеї, не спростувавши спочатку своїх ідеологічних супротивників і не показавши їх як підпорядкованих тій чи тій ідеології.
Альтюссер пов'язав політику та філософію у ленінському ключі: філософія представляє політику у сфері теорії та одночасно науку у класовій боротьбі. Філософія не продукує знання, а служить виключно політичній репрезентації у теоретичній формі класової позиції. Марксистська ж філософія повністю усвідомлює своє місце та функцію у політичному вимірі суспільства; її призначення визначається класовою боротьбою. У «Відповіді Джону Льюїсу» (1973) Альтюссер ще раз уточнив свою позицію: тепер філософія є насамперед політична практика класової боротьби, хоч вона і має схожість із наукою (абстрактність, раціональність, системність) і зостається всередині теорії. Політичні практики засновані на ідеологічному розумінні блага та його досягнення, яке наука може уточнити, хоча неможливо остаточно позбавитися ідеології. Оскільки наукове знання матеріальної реальності не говорить безпосередньо з суспільством або політиками, то філософи-матеріалісти мусять передавати його політикам і громадськості. Філософ — «вічний посередник»: він — політик поміж учених і учений поміж політиків. Політичні результати такої взаємодії філософії з політикою зовсім не обов'язково матимуть успіх, просто ідеалістична ідеологія ставатиме науковішою і матеріалістичнішою, що поліпшить імовірність реалізації політичних мет.
Висунувши на перший план під час самокритики класову боротьбу і ленінське розуміння співвідношення між теорією і політичною практикою, Альтюссер після 1968 року перейшов на позиції ленінізму. Ґ. Елліотт вважав альтюссерівську ревізію поверненням від оригінальних ідей до сталіністського марксизму. З іншого боку, «теорія» та «практика» Альтюссера належать до відносин між наукою та філософією і перебувають усередині теорії; теорія і є практика, вона пов'язана з реальністю, як у Леніна, і служить їй. Леніністську термінологію (матеріалізм та ідеалізм) Альтюссер використовував для позначення власних епістемологічних позицій (емпіризм та антиемпіризм).

### Соціальна теорія

#### Проти Геґеля. «Антиекономізм»
Питання про Геґеля посідало центральне місце в дискусіях про матеріалістичну діалектику та марксизм після 1956 року; Альтюссер опонував реабілітації Геґеля та шукав способи подолання геґелівської спадщини. Альтюссер «атакував» Гегеля у трьох напрямах. Він стверджував, по-перше, неможливість зведення марксистської діалектики до гегелівської; по-друге, неможливість зведення марксистської концепції соціального цілого (включаючи концепцію причинності) до геґелівської; по-третє, відмінність між марксистською наукою історії та будь-якою іншою філософією історії, Геґелем насамперед.
У геґелівській діалектиці Дух розгортає новий зміст у процесі саморозвитку абсолютної Ідеї, яка є кінцева реалізація динаміки історії; зміст вже є у згорнутому вигляді. Соціальні зміни породжуються протиріччям між сутністю суспільства та Ідеєю свободи. Альтюссер використав термін «експресивна тотальність» для позначення гегелівської «тотальності», в якій ціле було більше, ніж звичайна сума частин. Зміни в тотальності виражають центральну суперечність у сутності соціального цілого, у його Дусі, незалежно від того, де саме відбуваються зміни — у громадянському суспільстві, державі, економіці чи культурі. «Сутність» визначає всі аспекти соціального життя, кожен елемент якого є внутрішня сутність цілого. Геґелівський «сутнісний поділ» дозволяв проводити поділ між елементами соціального цілого і виявляти відносини між ними, що виражають їхню внутрішню сутність. Прикладом такої геґелівської сутності може бути абстрактна юридична особа у Стародавньому Римі. Телеологізм Геґеля зберігається в Лукача і Сартра чи механіцизмі економічного детермінізму Каутського і Люксембурґ.
Марксистська діалектика, на відміну від геґелівської, не телеологічна, у ній немає початкової заданості змісту у згорнутому вигляді. Альтюссер заперечує геґелівське зняття протиріччя, яке є телеологія, і відмовляється від використання геґелівської діалектики для опису суспільних протиріч. Діалектичний метод неможливо вилучити з геґелівської проблематики, оскільки не може бути діалектики, яка була б і матеріалістичною, і ідеалістичною: йдеться про різні системи та методи, а не про діалектичний метод, окремий від системи. Альтюссер украй критично ставився до геґелівської діалектики в період «За Маркса» та «Читати „Капітал“»; пізніше, починаючи приблизно 1968 року, в іншому полемічному контексті, він не заперечував історичних та концептуальних зв'язків з Геґелем.
Важливим аспектом альтюссерівської ревізії історичного матеріалізму був антиекономізм. Відповідно до базового принципу історичного матеріалізму, економіка є фактором, «в кінцевому підсумку» (Ф. Енґельс), що детермінує соціальне життя та розвиток суспільства. Ключовим протиріччям у марксизмі є протиріччя між найманою працею та капіталом. Альтюссер відкидає економічний детермінізм, який вважає пережитком механіцизму ХІХ століття. Теза про детермінацію економічною практикою «в кінцевому підсумку» має радше формальний характер. Реально така детермінація майже ніколи не відбувається. Економізм є хибним марксизмом, він залишається в рамках геґелівського есенціалістського ідеалізму і внутрішньо не діалектичний, оскільки оснований на метафорі сутність/явище і не здатний пояснити категорії тотальності та протиріччя. Економічна суперечність сама по собі не може призвести до пролетарської революції. Отже, теоретично неможлива й революційна політика, що ґрунтується на руйнуванні існуючих виробничих відносин. Альтюссер наполягав на тому, що економізм був причиною багатьох політичних провалів комуністичного руху, включаючи сталінське «відхилення». Революція, навпаки, є ірраціональний вибух самого базису, неможливий з погляду економізму.

#### Соціальна практика як процес без суб'єкта
Для Альтюссера (принаймні у ранній період) будь-яка людська діяльність є практика. У статті «Про матеріалістичну діалектику» (1963), включену до збірки «За Маркса», Альтюссер зазначає:
|  | Під практикою як такою ми розумітимемо будь-який процес перетворення цього певного матеріалу на певний продукт, перетворення, здійснюваного певною людською працею, що використовує певні засоби («виробництва») |

Для перетворення існуючих матеріалів готові продукти використовуються існуючі засоби виробництва. Цей аспект має Маркс. У Альтюссера у процесі перетворення відсутні цілі. Відхід від цілепокладання дозволяв Альтюссеру замінити марксову детермінованість процесу праці кінцевим продуктом на детермінованість самим процесом перетворення, антропологія людських цілей, бажань та технологій замінювалася існуючими та можливими структурами. Місце людини займають виробничі практики, що конституюють соціальне ціле. Самі люди є лише випадковим «сирим матеріалом» для виконання певної соціальної ролі, а не джерелом соціальних змін. Альтюссер використовує процес дитячої соціалізації на підтвердження цієї тези: уявлення у тому, що є творці себе, є ілюзія. Альтюссер прийняв положення лаканівського трактування структурної лінгвістики про те, що несвідоме структуроване так само, як і мова: соціальна детермінованість не усвідомлюється, оскільки вже структурована. Структура практик залежить від властивостей людських індивідів: практика є процес трансформації без суб'єкта.

#### Соціальні практики, соціальна формація і спосіб виробництва
Соціальні практики складаються з різних «інстанцій» (або «рівнів»), перебувають у системі структурного взаємозв'язку та становлять єдине соціальне ціле. Альтюссер не дає чіткого термінологічного розмежування соціальних структур, відносин та практик; інстанції є різні рівні, які мають функціональну цілісність і самі складаються зі структур. Соціальні відносини є актуалізації (прояви) соціальних структур, які реалізуються, відтворюються та змінюються у практиках, підпорядкованих правилам, але одночасно відкритих для змін. Практики не можна редукувати одна до одної, тому не можна створити соціальну теорію, яка повністю осмислила б сутність соціальної реальності. Найбільш важливими видами інстанцій, що становлять основу соціального цілого, є економічна, політична та ідеологічна. Важливою властивістю соціальних практик є їхня множинність. Множинні практики завжди перебувають у складному єдності певної соціальної формації як системи взаємозалежних і взаємозалежних практик, що називається «артикуляцією»: єдністю панування і підпорядкування. Соціальна формація є складною єдиною ієрархією рівнів або інстанцій, «сукупністю інстанцій, артикульованих базисом такого способу виробництва». Спосіб виробництва артикулює всі елементи соціальної формації, формуючи складне соціальне ціле. Різні практики всередині соціальної формації співвідносяться одна з одною через їх позиції в ієрархії, яка будь-якої миті артикулюється поєднанням двох факторів — структурного та кон'юнктурного.
Спосіб виробництва в Альтюссера мав кілька термінологічних нюансів. По-перше, це не лише засоби та відносини виробництва, а й соціальні умови їх існування та відтворення. Спосіб виробництва відноситься не тільки до економіки, а й до політичних та ідеологічних відносин та інстанцій: він є артикуляцією або складною єдністю усіх взаємопов'язаних рівнів різних практик. По-друге, складність соціальної структури передбачає комбінацію кількох способів виробництва. По-третє, спосіб виробництва відрізняється від соціальної формації. В останнім випадку йдеться про епістемологічний аспект: спосіб виробництва був теоретичним об'єктом, а соціальна формація — застосуванням теорії до історичної реальності (конкретної кон'юнктури). Альтюссер наполягав, що після Маркса саме концепт способу виробництва (а не суспільства) являє собою єдиний об'єкт вивчення історичного матеріалізму; сам концепт не мав нічого спільного з класичною політичною економією та теоріями суспільства та історії епохи Просвітництва.

#### Структурна наслідковість
Замість геґелівської діалектики Альтюссер використав «структурну наслідковість» Спінози для пояснення відносин елементів усередині соціального цілого. Згідно з Альтюссером, Спіноза був попередником Маркса в теоретичній революції, насамперед у розумінні наслідковості. До Маркса існувало дві традиційні моделі наслідковості: «транзитивна» (картезіанська спадщина та британський емпіризм), або «механічна», наслідковість та «експресивна», або «лінійна», наслідковість (традиція Лейбніца та Геґеля, включаючи «вульгарний» марксистський економізм і «абсолютний історизм» Ґрамші, Лукача та Корша). Транзитивна наслідковість зводить ціле до його частин; експресивна причинність підкреслює первинність цілого як сутності, частини якого є лише виразу цілого. На відміну від транзитивної наслідковості, структурна причинність визначає вплив цілого з його частини; на відміну від експресивної причинності, вона робить ціле сутнісним і зводиться до його частин. Концепт структурної наслідковості пояснював відносини як між загальною структурою (соціальною формацією) та її секторальними структурами (економічними, політичними, ідеологічними рівнями), так і між секторальними структурами та його елементами — засобами і відносинами виробництва.
Структурна наслідковість концептуалізувала соціальне ціле як паралелограм сил, кожна з яких несе на собі відбиток умов свого існування самого соціального цілого. Кожен процес виробництва, будучи унікальною структурою, пов'язаний зі структурним цілим; жодна зі структур не зводиться до сутнісної причини інших. Таке визначення близьке за змістом «субстанції» Спінози, іманентної своїм «модусам» (ефектам) і видимої з різних аспектів. Структура є ціле, яке артикулюється лише своїми елементами та наслідками та вичерпується ними. Наслідковість завжди залежить від умов складно структурованого цілого: елементи детерміновані цілим та відносинами з іншими елементами всередині цілого. Причина не зводиться до вираження прихованої сутності: немає першопричини чи кінцевої причини. Ціле є «відсутня причина», оскільки неможливо емпірично побачити його вплив на окремі елементи. Висловлюючись мовою Спінози, можна сказати, що ефекти іманентні структурі, яка сама невіддільна від ефектів. Концепт структурної наслідковості привів Альтюссера до антигуманізму й антиісторизму — погляду, що протистоїть позиціям Сартра чи раннього Маркса.

#### Соціальне ціле та наддетермінація
Соціальне ціле є структура соціальних відносин, що формує систему взаємозалежних практик, організованих усередині детермінованої ієрархії. Соціальне ціле визначає не конкретний зміст практик, а лише їх місце, формуючи перехресні відносини панування та підпорядкування, причини та наслідки. Як «завжди-вже-дана складна структурна єдність», вона дає відносну автономію кожному елементові при зворотному впливі політичних та ідеологічних надбудовних практик на економічний базис. Відносини всередині цілого не обумовлюються виключно протиріччям між продуктивними силами та виробничими відносинами. «Надбудовні» (вторинні) протиріччя, хоч і формально відсилають до «первинних» (базису), у конкретній ситуації відтворення соціальної формації належать до умов існування самого базису.
Щоб подолати економізм, Альтюссер запровадив концепт «наддетермінації» для опису соціальних протиріч замість традиційної детермінованості надбудови базисом. Концепт був узятий з психоаналізу: Фройд використовував його для аналізу сновидінь, а Лакан переглянув з погляду структурної лінгвістики, пристосовуючись до мови. Альтюссер вважав, що фройдівська наддетермінація найкраще схоплювала марксів сенс протиріччя. Будь-яка приватна суперечність визначена (наддетермінована) всією соціальною структурою в цілому: складне соціальне ціле спочатку внутрішньо асиметричне. Ізольовані елементи загальної структури (людина, клас, інститут чи держава), відображають і втілюють практики та антагонізми, наддетермінуються та підпорядковуються історичній кон'юнктурі. Кожна структура незалежна з інших, має закони, визначальні її розвиток, і може бути зведена до якихось єдиних принципів. Наддетерміноване протиріччя стосується не трансцендентного геґелівського закону, а іманентно соціального цілого, у структурі якого немає ні бінарних семіотичних опозицій, ні визначального відношення центру. Хоча в сучасному капіталістичному суспільстві зберігається головне марксистське протиріччя між найманою працею та капіталом (як і протиріччя між приватним інтересом та загальним благом), воно наддетермінується другорядними протиріччями надбудови; Наддетермінація залежить від загальної структури всіх соціальних рівнів. Структурувавши цілісність соціальних практик, можна зрозуміти їхній вплив одне на одного, а отже, і сам механізм наддетермінації.

#### Панівна структура та нерівномірний розвиток
Альтюссер використовує концепт децентрованої «панівної структури» для позначення головного елемента соціального цілого, який детермінує всі інші практики. Панівна структура забезпечує «складно-структурно-нерівноправну детермінацію». У неї немає центру чи сутності, вона змінюється залежно від наддетермінації протиріч у конкретний момент та від їхнього нерівномірного розвитку.
За капіталізму економіка є панівною структурою в ієрархії соціальних практик. У світі структура економічної практики полягає у виробництві та споживанні товарів, яке визначає виробництво моральних цінностей, наукового знання, сім'ї, мистецтва тощо. У різні періоди історії можуть панувати релігія, держава, ідеологія чи, наприклад, політика, яка детермінує соціально-економічну структуру за феодалізму. Аби встановити взаємозв'язки між різними рівнями практик, Альтюссер використовує ленінську тезу про «нерівномірний розвиток», перевертаючи його трактування в ранній роботі Мао Цзедуна «Стосовно суперечності» (1937). На відміну від Мао (для якого нерівномірність була наслідком протиріччя), для Альтюссера, з його позицій структурного цілого, протиріччя є результатом нерівномірності. Розвиток продуктивних сил усередині способу виробництва часто нерівномірний, розвиток окремих практик не обов'язково гомогенно або лінійно, а порівняно автономно, з власними протиріччями та швидкістю розвитку.
Складне та нерівномірне відношення різних інстанцій одна до одної в конкретний момент часу називається «кон'юнктурою». Історична кон'юнктура залежить від ієрархічних відносин між практиками та історії розвитку кожної практики. Деякі економічні елементи всередині капіталістичні, інші — соціалістичні. Такі ключові історичні події XX століття, як революція 1917 року, Кубинська революція, революція в Китаї тощо не можна пояснити в рамках простого марксистського економізму, але можна зрозуміти за допомогою наддетермінації. Концепт наддетермінації пояснює, чому конденсація протиріч у 1917 році призвела до того, що у «відсталій» Росії, яка, за Леніним, була слабкою ланкою імперіалістичного ланцюга, відбулася революція.

### Теорія ідеології
Центральне місце у спадщині Альтюссера займає теорія ідеології. Уперше він звернувся до неї у статті «Марксизм і гуманізм» (1964) і пізніше розвинув у своїй найбільш цитованій роботі — статті «Ідеологія та ідеологічні апарати держави» (1970). Ідеологія, з одного боку, є ставлення людей до реальних умов їхнього існування. З іншого боку, ідеологія завжди матеріальна, існує у вигляді різних соціальних практик. Виходячи з цих двох посилок, Альтюссер приходить до висновку, що ідеологія формує (інтерпелює) людського суб'єкта.

#### Універсальність та вічність ідеології
Для Альтюссера періоду «Марксизму та гуманізму» ідеологія — система, яка не має зовнішнього джерела походження і має внутрішню логіку та правила, що визначають єдність її елементів. Головним (парадигмальним) прикладом ідеології був гуманізм, саме визначення ідеології пов'язувалося з протиставленням науці. Тоді Альтюссер так визначав ідеологію:
|  | Зостаючись на рівні найзагальніших схем, достатньо знати, що ідеологія — це система (яка має власну логіку та суворість) уявлень (які можуть виступати у формі образів, міфів, ідей чи понять), що має певне історичне буття і певну історичну роль у межах того чи іншого конкретного суспільства |

Однак ідеологія є не просто уявлення людей про світ і суспільство чи хибне знання, а спосіб, з допомогою якого люди «проживають» своє ставлення до умов свого існування. Вона стосується не свідомості (такий підхід, за Альтюссером, є ідеалізм і ліберальний індивідуалізм), а несвідомого. Ідеологія пов'язується з емоційним виміром людського існування, з феноменами страху та надії. Ідеологічні уявлення є передусім структури, а не погляди чи ідеї; структури нав'язуються людям через процес, що вислизає від свідомого сприйняття.
Коментатори часто вказують на велику роль психоаналізу Лакана в альтюссерівській теорії ідеології. Альтюссер використав поняття Уявного, щоб пов'язати ідеологію та внутрішній світ індивіда. Уявне, з одного боку, є обман та ілюзія у спінозівському значенні; з іншого боку, воно є необхідною формою невизнання, що відповідає підходу Лакана. Лаканівське Уявне лише частково конституює суб'єкта через фантазію про власну цілісність, назавжди виключаючи із Символічного виміру досвіду, вимір Реального. На відміну від Лакана, у якого Уявне було домовною стадією психічного розвитку дитини, в Альтюссера воно продовжує існувати й у дорослому житті: зберігається хибне уявлення про індивідуальну суб'єктивність. У трактуванні Альтюссера була залежність між уявним і справжнім (практичним) ставленням людей до навколишнього світу. Зв'язок здійснює ідеологія, заснована на людських припущеннях, віруваннях, надіях та бажаннях. Реальне ставлення до чогось неминуче перетворюється на уявне, що висловлює бажання щось бачити. Інакше кажучи, індивіди проживають своє ставлення до умов існування саме в уяві. Зв'язок ґрунтується на взаємній наддетермінації, завдяки якій ідеологія здатна визначати ставлення людей до умов їхнього соціального життя. Ідеологія присутня в людській підсвідомості, в особистісному вимірі соціального життя (вибір імені дитини до його народження вже є ідеологія) та матеріально-громадському світі у формі інститутів. Ідеологія є наслідком існування суспільства як соціальної цілісності. У зв'язку з альтюссерівським холізмом на соціологічній літературі позначався вплив соціології Еміля Дюркгайма, особливо його теорії релігії, на концепцію ідеології Альтюссера.
Оскільки ідеологія функціонує несвідомо, вона перебуває «поза історією». Ідеологія трансісторична, вічна і існуватиме навіть у комуністичному суспільстві. Уявлення про те, що ідеологія може зникнути, утопічно: людина є «ідеологічна тварина». Ідеологія така ж вічна, як фройдівське несвідоме. Альтюссер пише:
|  | …якщо я можу висунути проєкт теорії ідеології як такої і якщо ця теорія є одним із тих елементів, від яких залежать теорії приватних ідеологій, то, на перший погляд, те, що я зараз скажу, виглядатиме досить парадоксально: ідеологія не має історії |

Наукове розуміння не скасовує ідеологію, а навпаки, підтверджує необхідність її існування. Альтюссер, проте, розрізняв ідеологію у цьому трансісторичному сенсі і конкретні соціально-історичні форми ідеологій: феодальні, буржуазні і навіть пролетарські. Ідеології можуть бути консервативними, революційними, конформістськими чи реформаторськими. У класових суспільствах панує ідеологія панівних класів, хоча і запозичує деякі елементи ідеологій інших класів. Ідеологія висловлює певні цінності та водночас є структурним елементом, за допомогою якого ставлення людей до умов їхнього існування відповідає інтересам панівного класу. За комунізму люди продовжуватимуть вважати себе вільно діючими суб'єктами, а отже, збережеться ідеологія. У безкласовому суспільстві ідеологія транслюватиме цінності та залишиться елементом структури, проте там вона служитиме загальному благу, зокрема як засіб для освоєння людьми зовнішнього світу. Загалом різниця між класовим і комуністичним суспільством не настільки велика, як раніше думали західні марксисти.

#### Ідеологічні апарати держави

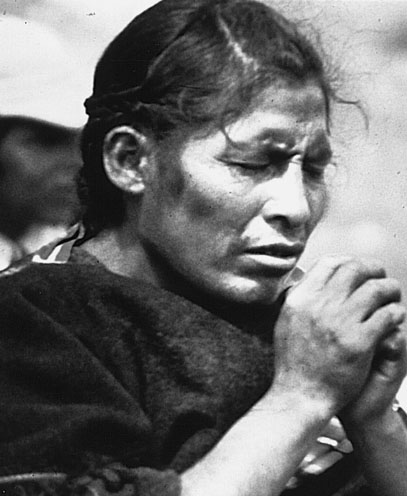
Акт молитви є прикладом матеріального існування віри як ідеологічної практики

Одним з ключових у концепції Альтюссера є твердження про матеріальне існування ідеології. Ідеологія відтворює відношення виробництва, установлюючи способи ідентифікації суб'єктів, аби вони посідали відведені їм позиції у соціальній формації. У цьому зв'язку Альтюссер змінив поширене марксистське тлумачення держави як інструменту буржуазії проти полетаріату, виділяючи два аспекти державної влади: «репресивні апарати» (армія, поліція, суд, пенітенціарна система тощо) й «ідеологічні апарати». За Альтюссером, людські уявлення чи ідеї (цебто ідеологія) мають смисл і можуть існувати тільки в ритуалізованих практиках (діях), які, своєю чергою, існують всередині апаратів. Ідеологія не є причина чи наслідок апаратів; вони зовсім не надають ідеології матеріального втілення. Апарати і є сама ідеологія, тобто первинний спосіб її існування, а не просто її вираження чи втілення. Альтюссер пише:
|  | …ідеологія завжди існує в такому собі апараті, у його практичній діяльності або практиках. Це існування матеріальне |

Ідеологічні апарати Альтюссера мають схожість із поняттям громадянського суспільства в Антоніо Ґрамші. Ідеологічні апарати існують у формі соціальних інститутів, таких як сім'я, масмедіа, церква, освіта, політичні партії, профспілки, індустрія розваг і т. д.. У соціальному житті уникнути цих інститутів неможливо, і тому не можна уникнути впливу ідеології, вона є соціальною практикою, а не просто інтелектуальною ілюзією. Ідеологічні апарати держави є інституційними просторами, в яких «живе» ідеологія, яка виконує функції примусу. Конкретна ідеологія в апаратах завжди є ідеологією правлячого класу.
В «Ідеології та ідеологічних апаратах держави» Альтюссер виділив такі види ідеологічних апаратів:
- релігійний (система різних церков);
- шкільний (система різних шкіл, приватних та державних);
- сімейний, юридичний (право відноситься одночасно до репресивного апарату та до системи ідеологічних апаратів держави);
- політичний (політична система, включаючи різні партії);
- профспілковий;
- інформаційний (преса, радіо, телебачення тощо), культурний (література, мистецтво, спорт тощо).

Репресивний апарат належить до громадської сфери, а більшість ідеологічних апаратів — до приватної. Хоч Альтюссер і протиставляє репресивний апарат ідеологічним апаратам, різницю між ними щодо, вони тісно пов'язані та взаємно допомагають одне одному. Ідеологія відтворює через практики, по-перше, репресивні апарати, тобто надбудову в марксистському значенні; по-друге, відносини виробництва та, по-третє, робочу силу. У зрілих капіталістичних суспільствах панівне становище, внаслідок класової боротьби проти раніше панівного апарату церкви, зайняв шкільний ідеологічний апарат. У школі відбувається підготовка людей до майбутньої експлуатації. У Франції, наприклад, школа втовкмачує певну кількість «ноу-хау», що є або замаскованою ідеологією (французька мова, арифметика, природознавство, література), або просто панівна ідеологія в чистому вигляді (етика або філософія). Коли люди закінчують навчання, засвоєна у школі ідеологія визначає їхнє бажання працювати і ставати робітниками, техніками, керівниками, капіталістами тощо.
Найбільш яскравим прикладом матеріального існування ідеології є релігія. Релігійна ідеологія проявляється як у відправленні формального ритуалу, так і в наявності внутрішньої віри. Саме відправлення ритуалу дозволяє людині думати, що вона «внутрішньо» вільна, а об'єктивний факт молитви існує лише «зовні», не торкаючись її внутрішнього «Я». Насправді ж таке уявлення про внутрішню свободу є ілюзією. Альтюссер цитує Блеза Паскаля: «Похили коліна, почни молитися і ти повіриш», маючи на увазі, що не молитва є наслідком віри в Бога, а дія — соціальна практика — продукує віру. Релігійна віра завжди матеріальна й існує у вигляді соціальної практики, яка є способом існування ідеології. Ритуал як матеріальний компонент віри є необхідною умовою самої релігії.

#### Суб'єктивація й інтерпеляція
Людина формується ідеологією і завжди знаходиться всередині ідеології, оскільки не може вийти за межі таких її нематеріальних елементів, як сексуальність чи мову. Теза про формуючу суб'єкта ідеологію відсилає до лаканівського поняття дзеркальної структури Уявного; «Дзеркало» Лакана аналогічно ідеології. Робота ідеологічних апаратів завжди звернена до людських суб'єктів: сама категорія суб'єкта є частиною ідеології. Досуб'єктний стан (індивід) є лише умова, що не має значущості, для виникнення суб'єкта та ідеології. Альтюссер пише:
|  | Ми сказали, що категорія суб'єкта є конститутивною для будь-якої ідеології, але водночас слід зазначити, що категорія суб'єкта є конститутивною для будь-якої ідеології лише тому, що (визначальна) функція будь-якої ідеології – «конституювати» конкретних індивідуумів у суб'єктів |

Суб'єкт є насамперед те, що суб'єктивується (фр. assujetti); він діє самостійно, а зазнає впливу рамках відносин панування. Початковий етап конституювання суб'єкта відбувається при опануванні мовними навичками, які необхідні отримання соціального статусу. Навчання мови є актом підпорядкування, оскільки мовні правила відповідають правилам соціальних структур панування та ідеології. Процес соціалізації через опанування виробничих та освітніми навичок є одночасно процес посилення підпорядкування влади. Відтворення соціальних навичок є процесом відтворення суб'єкта, який Альтюссер називає суб'єктивацією. Суб'єктові ставляться ті чи інші дії, наприклад, політичні чи моральні. Суб'єктивація має парадоксальну та двоїсту природу: невиконання суб'єктом певних дій спричиняє покарання та насильство, але водночас вона не просто механічно нав'язує соціальні норми, а передбачає їхнє свідоме засвоєння суб'єктом та вільне підкорення. Нав'язування політичного чи морального суб'єкта, декартівського «суб'єкта істини», «его» чи свідомості, які передують чи є причиною істини, чи провадження відносин панування, не залишає можливості для істини чи політичної легітимації. Конституювання суб'єкта ідеологічними апаратами відтворює традиційну релігійну модель: Закон/Влада є заміна божественного Суб'єкта (Бога); структурно механізм суб'єктивації через приховане підпорядкування залишається тим самим.
Ідеологія не лише суб'єктивує індивідів, але й «інтерпелює», тобто конститує індивідів у ролі конкретних суб'єктів. Це центральна теза концепції Альтюссера. Для опису акту створення суб'єкта Альтюссер використовує концепт інтерпеляції («оклику»). Інтерпеляція являє собою елемент щоденної ідеологічної практики, котра забезпечує відтворення умов продукування через трансформацію людських індивідів у суб'єктів. Внаслідок інтерпеляції індивіди, що стали суб'єктами, надалі «вільно» вибиратимуть їхню власну суб'єктивацію.
Інтерпеляція точніше показує відношення між ідеологією та суб'єктом: зв'язок оснований на процесі визнання. Визнання суб'єктом ідеології є несвідома подія, яка ніколи не усвідомлюється; визнання є необхідна зворотна сторона виникнення свідомості, уявлень, дій та мови суб'єкта. Інтерпеляція здійснюється ідеологічними апаратами держави, наприклад, школою, релігією чи сім'єю. Акт інтерпеляції є основним елементом роботи ідеологічних апаратів. Інтерпеляція відбувається, коли людина визнає, що звернення було адресоване їй і, приміром, може мати форму простого оклику поліціянтом перехожого: «Агов, ви!» (або іншого звернення чи призову). Оскільки немає місця поза ідеологією, всередині людського тіла вже є вроджена готовість, відкритість цього оклику. Ідеологія наближається до індивіда і гукає суб'єкта, що перебуває всередині простору тіла у вигляді самої категорії суб'єкта. Індивід відповідає на оклик, думаючи, що гукають саме його, так, буцім він дізнався власне відзеркалення. Відповідаючи «так, це я!», індивід запрошує ідеологію до себе, ніби впускає знайомого незнайомця до себе в дім. Через війну індивід остаточно стає суб'єктом, займаючи «позицію суб'єкта» і визнаючи себе учнем, громадянином, глядачем тощо.
Насправді вічна і трансісторична ідеологія «завжди-вже окликнула» індивідів як конкретних суб'єктів. Повсякденні ритуали — вітання, звернення, рукостискання — лише підтримують ідеологічне функціонування суб'єкта. Люди «завжди-вже» призначені стати суб'єктами, оскільки навіть до свого народження дитина призначена як суб'єкт ідеології: вона вже включена в сімейні ритуали (вибір імені, включення його в державну і сімейну міфологію тощо). Робітники у сучасній капіталістичній державі працюють самі якраз тому, що вони «завжди-вже» покликані правлячою ідеологією, і «вільно» підпорядковуються розпорядженням, оскільки ідеологія вже живе у них. Найважливіше те, що вони добровільно здійснюють дії та вчинки, які підтримують функціонування механізму виробництва. Людина завжди охоплена ідеологією, навіть якщо вона думає, що свідомо використовує ідеологію. Раціональна та усвідомлена поведінка є наївна ілюзія чи ідеологічна видимість.
Яскравим прикладом інтерпеляції є оклик індивіда з боку Бога, єдиного та головного суб'єкта релігії. У християнській теології відбувається подвоєння суб'єкта абсолютним суб'єктом (Богом); вони перебувають у лаканівському дзеркальному відношенні. Суб'єкт-Бог «рекрутує» безліч суб'єктів. Він підпорядковує їх і водночас надає свободу та певні гарантії порятунку. Складне «дзеркальне зв'язування» забезпечує відгук індивідів, їх підпорядкування Суб'єкту-Богу, взаємність визнання людських суб'єктів та Суб'єкта-Бога як суб'єкта по відношенню один до одного і самого себе, абсолютні гарантії порятунку у разі визнання та адекватної поведінки.

### «Випадковий матеріалізм», або «Філософія зіткнення»
У пізній період Альтюссер розробляв філософію «випадкового матеріалізму» («філософію зіткнення»). На теперішній час дослідники активно обговорюють, чи є вона продовженням ранніх робіт, остаточним розривом з ними або ключем до розуміння всієї його творчості. Цілком імовірно, що ідеї розроблялися довгий час і мали зв'язок з ранніми роботами, з постструктуралізмом, зокрема, з філософією Дерріда. Дослідник Вітторіо Морфіно називає тези, що вказують на явну спадкоємність із роботами 1960-х років: процес без суб'єкта та заперечення будь-якого виду телеології; первинність взаємин перед елементами; теоретичний антигуманізм; відсутність об'єкта у філософії; схема структури метафізики: Походження — Суб'єкт — Об'єкт — Істина — Кінець — Підстава. В. Морфіно виділив такі ключові концепти пізнього Альтюссера: порожнеча/ніщо; зіткнення; факт / Faktum / фактичний / фактичність; кон'юнктура/з'єднання; необхідність/випадковість.
Альтюссер писав про особливу «підводну» течію в історії філософії — «матеріалізм зіткнення» або «випадковий матеріалізм». У традицію матеріалістичної думки входять Демокріт, Епікур, Лукрецій, Макіавеллі, Спіноза, Гоббс, Руссо, Монтеск'є, Маркс, Ніцше, Гайдеґґер, Вітґенштайн, Дерріда та Делез. Опорними концептами цієї традиції є межа, кордони, порожнеча, відсутність центру, свобода. Альтюссер повертається до тези кінця 1960-х років про дві позиції у філософії: матеріалізм та ідеалізм, які перебувають у постійній війні одна з одною, причому в нерівному становищі, оскільки випадковий матеріалізм завжди перебуває в опозиції. Філософія виробляє не універсальну істину, а умовні істини, які конкурують одна з одною; метафізичні положення істинні лише остільки, оскільки вони мають пояснювальну чи практичну цінність. Філософія повинна постійно запитувати себе про своє місце та позицію в кон'юнктурі, ставивши питання: що слід робити? Якщо матеріалістична філософія має об'єкт вивчення, то це «порожнеча», яка не існує, а лише можлива. Концепція порожнечі онтологічна: порожнеча передує філософії; разом з тим саме філософія створює філософську порожнечу, щоб наділити себе існуванням. Порожнеча субстанціалізується, а не практикується: філософія привласнює та репрезентує порожнечу у вигляді «ніщо».
Випадковий матеріалізм бере початок в епікурівському хаотичному зіткненні атомів, що перебувають у порожнечі, «дають народження світу». Альтюссер, як і раніше, відкидає есенціалізм та телеологізм в історії. В основі всіх матеріальних світів лежать зміни чи випадковість. Пізнання, опис чи передбачення можливі, але виникнення чи зміна майбутніх світів випадкове, а не обов'язкове. Інтерпретуючи першу фразу «Логіко-філософського трактату» Вітґенштеана і звертаючись до Гайдеґґера через Дерріда, Альтюссер формулює постійне непередбачуване вислизання, догляд, падіння світів і подій. Як і атоми Епікура, які відхиляються від прямого шляху та несподівано стикаються з іншими атомами, нові світи виникають із випадкових зіткнень між існуючими матеріальними елементами. Зіткнення є одиночною випадковою історичною подією, що протистоїть необхідності. Випадковість не відсутність необхідності: швидше, необхідність є становлення внаслідок випадкових зіткнень.
Бог-Природа Спінози є порожнеча. Руссо та Гоббс — приклади філософів порожнечі та випадковості, оскільки вони визнавали випадкове походження та існування політичного порядку. У Макіавеллі і Маркса випадковий матеріалізм набуває політичного виміру. Макіавеллі намагався скасувати провіденціалізм та телеологію у політичній думці. У Маркса Альтюссер бачить поєднання філософії порожнечі та матеріалізму зіткнення: марксові способи виробництва є випадкові зіткнення; ціле, що виникає в результаті схоплювання зіткнення, не передує схоплювання елементів, а слідує за ним. Тому капіталізм міг ніколи виникнути. Тривале зіткнення, проте, має структуру; у момент зіткнення структура стає первинною стосовно елементів. Порожнеча не творить світ (хоча у вигляді ніщо лежить в основі його походження) і не збігається з моментом зіткнення, а належить до майбутнього, яке не можна знати, а можна лише очікувати. Альтюссер переглянув і підхід до класової боротьби: існують «кордони» або «нейтральні території», які уникають однозначної детермінації класовою боротьбою (мистецтво, мова, звичаї, релігійні почуття тощо).

## Критика
Ми всі повинні бути глибоко вдячні Альтюссерові за те, що він залучив французький марксизм назад до діалогу з рештою французької філософії.
Альтюссера зазвичай зараховували до структуралістів чи структуралістських марксистів. Проте таке зарахування неоднозначне. Для марксистської традиції його трактування Маркса та філософія загалом були вкрай специфічними. Альтюссер активно критикував Леві-Стросса, «структуралістська ідеологія» якого здавалася йому (як і іншим марксистам) надто раціоналістичною та есенціалістською, з ознаками ідеалізму. Останніми роками набула поширення спінозистська інтерпретація альтюссерівської філософії. Сам Альтюссер вважав себе спінозистом, а не структуралістом. Водночас спінозистські позиції Альтюссера мали схожість із лукачевською «тотальністю буття». І Альтюссер, і геґельянські марксисти наполягали на важливості холістської перспективи, оскільки багатьом завдячували колективістській соціології Еміля Дюркгайма, хоча й заперечували його поняття «морального співтовариства». Після публікації ранніх рукописів можна говорити й про більш виважену оцінку альтюссерівського ставлення до Геґеля.
Для критиків та багатьох коментаторів альтюссерівської версії марксизму вона була догматичним теоретизуванням, науковим ідеалізмом та аісторизмом, оскільки Альтюссер ставив ідеологію та політику на один онтологічний рівень з економічною практикою. Альтюссерівську ревізію історичного матеріалізму називали «гіперемпіризмом», «структурним функціоналізмом», «детермінізмом», «догматизмом», «сталінізмом», «ідеалізмом». Висновки Альтюссера про те, що навіть після революції люди залишаться простими «носіями» структур і збережеться поділ між теоретичними та іншими практиками, призвели до переказу його анафемі багатьма західними марксистами за сталінізм чи принаймні інтелектуальний елітизм. Ймовірно, найвідоміша критика британського історика-марксиста Едварда П. Томпсона, польського філософа та історика марксизму Лешека Колаковського та учня Альтюссера Жака Рансьєра. На їхню думку, наукові устремління Альтюссера були помилковими, яке теоретичні й політичні спроби порвати зі сталінісським марксизмом закінчилися невдачею. Як пишуть сучасні дослідники (приміром, Тед Штольце та Воррен Монтаґ), у низці аспектів критика тих років була досить поверховою і дотепер почасти застаріла, особливо у світлі численних посмертних публікацій текстів Альтюссера; критика не враховувала історичний контекст їхнього написання та еволюцію філософа.
Сучасні дослідники вважають, що конкретні дослідження Альтюссера (суперечність, соціальна формація, теоретична практика та інших.) представляють переважно історичний інтерес. Здійснивши у 1960-ті та 1970-ті роки деконструкції як догматичного марксизму, так і марксизму в цілому, Альтюссер не зміг запропонувати теоретичну альтернативу. У критиці антропоцентристських концепцій та залежності гуманізму від суб'єкта Альтюссер просунувся максимально далеко, але не розробив адекватного підходу, що враховує помилки гуманістів. Усунувши поняття суб'єкта, Альтюссер зіткнувся з проблемою, яку не зміг розв'язати: як обґрунтувати революційну політичну практику (і політику загалом) без свідомо діючого а́ктора. Виступаючи за повернення до Маркса, Альтюссер парадоксальним чином сприяв відходу від Маркса, який набув форми постструктуралізму. За словами дослідника Н. В. Шихардіна, Альтюссер «був готовий стати Лютером французького марксизму», проте ціна обґрунтування науковості марксизму виявилася занадто великою: вибір сцієнтизму і подальша інтелектуальна траєкторія вивели його за межі марксизму. Ґреґорі Еліотт резюмує теоретичні невдачі Альтюссера: антиемпіризм є тендітний компроміс між раціоналізмом і конвенціоналізмом, що веде до перспективізму або реалізму; антигуманізм є парадоксальним скасуванням людської природи, що повторює дихотомію структура — дія і сприяє функціоналістському підходу до ідеології; антиісторична антиномія теорія — історія підкреслює соціальне відтворення, залишаючи осторонь соціальні зміни; антиекономізм є квазілінійний дозвіл головоломки базис — надбудова за допомогою нестійкої категорії «порівняльної автономії».

### «Хрестовий похід» Е.П.Томпсона
Есей «Злиденність теорії» (1978) представника «нових лівих» Едварда П. Томпсона був відповіддю на поширення альтюссеріанства у Великій Британії в 1970-ті роки. Виступаючи з позицій, близьких до сартрівських, Томпсон люто критикував Альтюссера, назвавши його філософію ідеалізмом, соціальну теорію — буржуазною ідеологією, а політику — сталінізмом у теорії. З погляду Томпсона, мета альтюссерівського проєкту полягала в тому, щоб:
|                | …відновити дисциплінарний контроль держави та партії, відтворити ідеологічну ортодоксію, тобто, по суті, реконструювати, у змінених обставинах, сталінізм без Сталіна. Оригінальний текст (англ.) …to reimpose the disciplinary controls of State and Party, to re-establish ideological orthodoxy – in effect, to reconstruct, within changed circumstances, Stalinism without Stalin |
| — Е.П. Томпсон | |

Критика Томпсона торкалася проблем теорії теоретичної практики та антиемпіризму, концепти структури та дії та проблеми виникнення деліберативних соціальних змін. Згідно з Томпсоном, структуралістське зведення соціальних агентів до простих носіїв структур призводить до заперечення їхньої ролі як справжніх творців історії, здатних усвідомлювати умови соціального життя через досвід. Антиемпіризм й уникнення емпіричних способів перевірки неявно поділяють наукову та звичайну працю, що призводить до інтелектуального елітизму та сталінізму. Трансісторичні категорії не здатні пояснити деліберативні соціальні зміни, для яких потрібні гнучкіші історичні концепти. Структуралістські позиції Альтюссера неспроможні концептуалізувати історичний процес взагалі, оскільки виключають людських агентів і їх простими носіями структур панування.
Критика Томпсона, одного з провідних істориків-марксистів, серйозно заплямувала репутацію Альтюссера в англомовному світі, хоча сам Томпсон складав думку про Альтюссера переважно з робіт англійських соціологів-альтюссеріанців, чиї позиції мали доволі посередній стосунок власне до Альтюссера. Альтюссер не відповів на цю критику. 1980 року інший британський історик і філософ-марксист, Перрі Андерсон, виступив з виваженішою оцінкою робіт Альтюссера, хоч і виявляв певну зневагу до французького мислителя. Андерсон закликав враховувати історичний контекст в оцінці робіт Альтюссера, опонуючи Томпсону та зазначаючи, що:
|                | …будь-якому історикові, марксисту чи немарксисту, слід знати, що політичний характер змісту думки може бути визначений лише відповідальним вивченням тексту та контексту. Оригінальний текст (англ.) …any historian, Marxist or non-Marxist, should know that the political character of a body of thought can only be established by a responsible study of its texts and context |
| — Е.П. Томпсон | |

### Структурний функціоналізм
Альтюссер зазнав широкої критики за функціоналізм. Жан Бодріяр та багато інших соціологів та соціальних антропологів вважали альтюссерівський підхід функціоналістським і застарілим; соціальна формація є негнучким поняттям, оскільки має економічний базис та політичну, культурну та ідеологічну надбудову.

З цього погляду, теза про вічність ідеології означає універсальну функціональну необхідність конституювання суб'єктів, які суб'єктивуються для відтворення соціального поділу праці. Альтюссерівська концепція держави функціоналістська: роль державних апаратів полягає у відтворенні відносин виробництва, вони реалізують розпорядження, встановлені на економічному рівні. Неясно, як у соціальному відтворенні державних апаратів можливі непередбачувані соціальні зміни (deus ex machina класової боротьби). Альтюссер поділяє невдачу функціоналізму Талкотта Парсонса та функціоналістської соціології загалом. І Парсонс, і Альтюссер концептуалізували порядок і відсутність змін: Альтюссер повинен був пояснити, чому революція не відбувається, і дійшов висновків про існування практик, які прив'язують людей до соціальної системи, а Парсонс у 1920-х і 1930-х роках був стурбований поясненням порядку в центрі можливого безладдя (хоча й перебував на протилежних від Альтюссера політичних позиціях), на тлі можливого приходу соціалізму чи фашизму; термінологічно «соціальна система» Парсонса еквівалентна «способу виробництва» Альтюссера. Згідно з Ентоні Ґідденсом, у Парсонса й Альтюссера:
|                  | …кожен індивід сягає позиції, коли суб'єкт управляється об'єктом. Актори Парсонса — доповнення до культури, а агенти Альтюссера є доповненнями до структури, але ще більш опосередкованими. Оригінальний текст (англ.) …each reaches a position in which subject is controlled by object. Parsons's actors are cultural dopes, but Althusser's agents are structural dopes of an even more stunning mediocrity. |
| — Ентоні Ґідденс | |

### Інша критика
Поль Рікер, відзначаючи велику щирість і скромність у текстах Альтюссера, розкритикував ряд його основних ідей. По-перше, з погляду Рікера неясно, у якому сенсі марксизм можна вважати наукою. По-друге, епістемологічний розрив є «інтелектуальне диво». По-третє, понятійний апарат, зокрема, концепт «наддетермінації», навряд чи принципово відрізняється від традиційних марксистських базису й надбудови. По-четверте, неясно, які особливості мають конкретні форми ідеології, наприклад, гуманізм, який можна розуміти дуже широко. По-п'яте, саме загальне визначення ідеології, сформульоване Альтюссером, має спиратися на теорію символічної дії, оскільки передбачає філософську антропологію, що включає мотивації та символи. Посилання до матеріального існування недостатньо, оскільки уявне ставлення не зводиться до ідеологічного апарату. Наддетермінація базису та надбудови по суті повторює характерно релігійний феномен кінцевої зумовленості: самостійний актор у результаті виявляється у грі, яка визначається кимось іншим та в іншому місці. У зв'язку з антигуманізмом Альтюссера, Рікер не бачив, як можна обґрунтувати, наприклад, протест проти порушення прав людини на основі структуралістської ідеї про кінець «філософського… міфу про людину». Рікер відзначав великий вплив Фройда та Лакана на роботи Альтюссера.
Згідно з Лешеком Колаковським, альтюссерівські обґрунтування відмінності науки від іншого типу праці є непереконливою тавтологією. Концепти нерівномірного розвитку та наддетермінації туманні та банальні, повторюючи ідеї Енгельса про відносну автономію надбудови. Вони не стосуються Маркса, позбавляючи до того ж марксизм його специфіки. Подібним чином Раймон Арон охрестив марксизм Альтюссера «уявним» марксизмом «для агреже», підкреслюючи його абстрактний філософський характер і відірваність від конкретного історичного, соціологічного чи економічного аналізу. Ідеї про детермінуючої ролі економіки «зрештою» досить банальні, як і розрізнення науки та ідеології. «Структуралістська містифікація» Альтюссера, згідно з Ароном, мала на меті обґрунтувати науковість історичного матеріалізму, але навіть не була здатна концептуалізувати «соціалістичне пророцтво» про революцію. Теза про епістемологічний розрив у Маркса невірна: Маркс завжди залишався гуманістом, твердження Альтюссера виходить з хибної посилки науковості додаткової вартості, яка, за оцінкою Арона, в сучасній економіці вважається метафізичною.
Мішель Фуко розкритикував альтюссерівський концепт вічної ідеології та категорію незмінного суб'єкта як метафізичні помилки. У книзі «Археологія знання» (1969) Фуко рішуче відкинув визначення ідеології як ставлення людей до умов свого існування; Альтюссер пізніше прийняв низку аргументів Фуко у своїх «Елементах самокритики» (1974). Матеріальне існування ідеології було нерозв'язним парадоксом для Фуко, який відмовився від концепту ідеології. На його думку, уявлення про суб'єкт, що формується ідеологією, є різновидом звичайної метафізики, а дослідження суб'єктивації в галузі ідеології — марний пошук сутності речей там, де її немає. Хоча Фуко і використовував ідеї Альтюссера про шкільну систему у роботі «Наглядати й карати» (1975), він вважав, що «панування над тілом» на Заході виникло історично випадково, а не з урахуванням альтюссерівських «вічних форм».

## Вплив

### Філософія та соціальні науки
Праці Альтюссера справили величезний вплив на кілька поколінь французьких мислителів, багато з яких, як, наприклад, Фуко та Дерріда, були його студентами. Вплив Альтюссера мав міждисциплінарний характер і виходив за межі постмарксизму: постструктуралісти (зокрема, Фуко) переосмислили низку його ідей, розглядаючи індивіда як породження структур. Слідом за Альтюссером вони заперечували телеологічне чи прогресистське розуміння історії та розглядали суспільство як децентроване ціле, що є соціальною освітою із взаємопов'язаних економічних, політичних та культурних елементів, без пріоритету будь-якого виміру. Попри його функціоналізм, Альтюссер став попередником постмодерністського «культурного марксизму» та культурних досліджень Бірмінгемської школи.
Деякі аспекти проєкту Альтюссера справили натхнення на аналітичного марксизму, критичний реалізм (у межах цього напряму ідею знання як виробничої практики розвивав соціолог і філософ Рой Бгаскар) та лінгвістичну філософію. Фредрік Джеймісон використовував концепцію структурної причинності для трактування історії як відсутньої причини. Поняття наддетермінації (відмова від опозиції сутність — явище та від дискурсу об'єктивності, завершеності чи послідовності на соціальному й індивідуальному рівнях) відіграло важливу роль у підході до суб'єктивності Ессекської школи теорії дискурсу. Альтюссер зробив значний внесок у формування сучасного спінозистського іманентного матеріалізму, який розвивали Жиль Делез, Етьєн Балібар і Антоніо Неґрі.

### Вплив теорії ідеології
Теорія ідеології Альтюссера як репрезентації уявного відношення індивідів до умов їхнього власного існування (з урахуванням його звернення до психоаналізу) виявилася надзвичайно затребуваною. Вона отримала широке поширення в соціальних і гуманітарних науках і стала основою для постмарксизму. Для Джудіт Батлер альтюссерівський аналіз ідеології став відправною точкою в ґендерних дослідженнях, для Террі Іґлтона — у літературній критиці. Концепція Альтюссера вплинула на формування Люблянської школи психоаналізу. Славой Жижек та інші її представники аналізували ідеології тоталітарних режимів (фашизму й сталінізму), використовуючи теорію ідеологічних апаратів держави. Попри власну ревізію концепції Альтюссера, Жижек оцінював його вище, ніж Фуко й Габермаса.
Поняття інтерпеляції зазнало значної критики через функціоналізм (в Альтюссера відсутній конфлікт між різними інтерпеляціями, можливість невдалої інтерпеляції чи спротиву їй) і класовий редукціонізм. Наприклад, Джудіт Батлер звертала увагу на надмірну схожість альтюссерівської інтерпеляції з релігійною трактовкою влади. Попри численні ревізії, це поняття справило значний вплив на теорію дискурсу, літературну критику, кінознавство, дослідження культури, радикальну соціологію, феміністичну філософію та психоаналіз.

### Альтюссер й альтюссеріанство
Теоретичні положення Альтюссера, спрямовані на оновлення марксизму та надання йому солідності, активно обговорювалися в 1960-х роках у всьому світі. Марксизм Альтюссера приваблював багатьох тим, що поєднував позаісторичні категорії структуралізму з марксизмом, який був виразно історичним за своєю суттю, і пропонував, як здавалося, наукову альтернативу ідеалізму та історизму у вигляді цілісного аналізу сучасного капіталізму. Значний вплив Альтюссера як у Франції, так і серед англомовних марксистів був також зумовлений його близькістю до популярних тоді структуралістських тенденцій у таких дисциплінах, як лінгвістика, етнографія та психоаналіз. Альтюссеріанство швидко перетворилося на одну з найвпливовіших інтелектуальних парадигм і сприяло виникненню широкого спектра нових міждисциплінарних ініціатив у міжнародному масштабі. У певний момент воно фактично стало новою ортодоксією, настільки потужними були ідеї альтюссеріанців у таких різноманітних галузях, як літературна критика і кінокритика, політична соціологія, соціальна антропологія, феміністська соціальна теорія, епістемологія, культурологія та соціологія розвитку.
У Франції після подій 1968 року авторитет Альтюссера (як і марксизму загалом) почав знижуватися, а до кінця 1970-х років майже повністю згас, хоча французький мислитель залишався популярним у США в 1970-х та на початку 1980-х років. У середині 1970-х Альтюссер здобув популярність, зокрема серед американських соціологів, які часто його цитували. У ті ж роки його активно читали італійські та латиноамериканські комуністи, «нові ліві» в англійських та американських університетах. У Латинській Америці популярність ідей Альтюссера продовжувала зростати навіть після його смерті. Водночас альтюссерівська інтерпретація Маркса не пережила 1970-х років. Причинами цього стали як зміни в його теоретичних позиціях, так і відомі події в його особистому житті, а також загальні історичні зміни, які вплинули на марксизм наприкінці XX століття.
Політичні аспекти проєкту Альтюссера (передусім теоретична практика) та альтюссеріанства із захистом ленінізму опинилися в забутті до початку 1980-х років через зміну політичної ситуації, прихід «нових правих» і перехід лівих до постмарксизму та антимарксизму. В англо-американському аналітичному марксизмі, особливо після критики з боку Едварда Томпсона, Альтюссера просто забули. У 1980-х роках дискусії навколо його праць припинилися, хоча багато тем, які він порушував (критика есенціалізму й гуманізму, телеологія та філософія суб'єкта), залишалися важливими елементами філософських обговорень. На той час здавалося, що епоха Альтюссера завершилася назавжди, а його ідеї сприймалися як пережиток минулого.

### Спадок. Альтюссер сьогодні
Після смерті Альтюссера, у 1990-х роках у Франції було опубліковано кілька томів його раніше не публікованих текстів: автобіографія «Майбутнє триває довго» та рукопис «Факти», а також табірний щоденник і листування 1940—1945 років; два томи праць з психоаналізу; чотири томи філософських і політичних текстів раннього та пізнього періодів, а також роботи різних років (зокрема рукопис «Макіавеллі та ми»); особисті листи. Одразу після публікації, на початку 1992 року, автобіографія «Майбутнє триває довго» стала бестселером і привернула широку увагу. Вона й досі є об'єктом критичного аналізу. Одночасно з автобіографією вийшла перша біографія Альтюссера, написана Ян-Марі Мульє-Бутаном. Від початку 1990-х було опубліковано велику кількість досліджень, присвячених різним аспектам творчості Альтюссера. 1998 року філософу було присвячено окремий номер журналу Rethinking Marxism, а у 2005 році — журналу Borderlands. У тому ж році збірка статей «Ленін і філософія» вийшла в Росії, хоча й не в повному обсязі. 2006 року в Італії відбулася конференція, присвячена Альтюссерові, а в Росії вперше повністю опублікували його книгу «За Маркса». У 2000-х роках різними мовами (французькою, англійською, італійською) виходять праці, присвячені пізньому періоду його творчості. Серед сучасних досліджень можна виділити публікації Антоніо Неґрі, перевидання класичної монографії Ґреґорі Еліотта (2006), праці Мікко Лагтінена (2009), монографії Воррена Монтаґа (2002) і Люка Ферретера (2005). Перший номер міжнародного журналу про творчість Альтюссера Décalages (редактор — В. Монтаґ) вийшов у 2012 році.
Відродження інтересу до Альтюссера в 1990-х роках, паралельно з публікацією його посмертних текстів (яка переважно завершилася у Франції до 1998 року), виявилося досить несподіваним. Можна говорити про нову хвилю уваги до альтюссерівської думки. Сучасне покоління дослідників по-різному інтерпретує його спадщину. До тем Альтюссера звертаються такі знані мислителі, як колишні його студенти та ті, на кого він вплинув: Етьєн Балібар, Жак Рансьєр, П'єр Машере, Ален Бадью, Славой Жижек, Ернесто Лаклау, Джудіт Батлер. Критично розвиваючи його ідеї, вони продовжують обговорення таких питань, як теоретичний антигуманізм у період «повернення суб'єкта», ідеологічна суб'єктивація й інтерпеляція, наддетермінація й артикуляція, зв'язок між структурою та кон'юнктурою. Наприклад, Жак Дерріда у своїй відомій книзі «Привиди Маркса» (1993) неявно полемізував з епістемологічним розривом Альтюссера, розглядаючи неоднорідність текстів через призму деконструкції, та обіграв порівняння Альтюссера Геґеля з примарою.
На думку дослідника В. Фурса, досі актуальним залишається парадигмальний поворот, проголошений і реалізований Альтюссером: подолання філософії, зосередженої на суб'єкті (моделі свідомості). Його праці продовжують непрямо впливати на літературознавство, політичну філософію, історію, економіку та соціологію. Вплив Альтюссера помітний у таких напрямах сучасної критики, як фемінізм, постколоніальні студії та квір-теорія.
Раніше не опубліковані тексти Альтюссера, створені на різних етапах його інтелектуального розвитку (особливо пізні рукописи), викликали жваву міжнародну дискусію після їх публікації англійською. Його пізня творчість пропонує різні можливості для діалогу з сучасною радикальною думкою, включно з постструктуралізмом, постопераїзмом, деконструкцією, лівим гайдеґеріанством тощо. Водночас пізні роботи Альтюссера, ймовірно, мають сильніший зв'язок із марксистською традицією, ніж багато різновидів постмарксизму. Нині його концепти застосовуються філософами, політичними теоретиками та активістами в межах «повороту до Маркса» і марксистського аналізу для пояснення та окреслення альтернатив сучасній соціально-економічній ситуації.
У 2005 році в театрі Монпарнас (Париж) поставили п'єсу «Кайман» (автор — Антуан Ро, режисер — Ганс Петер Клос), де роль Альтюссера виконав Клод Ріш. Альтюссер також з'являється в детективному постмодерністському романі Лорана Біне «Сьома функція мови» (2015).